# Halle (Westf.)
Halle (Westfalen) [ˈhalə] ⓘ, amtlich Halle (Westf.), ist eine Mittelstadt in Nordrhein-Westfalen und liegt etwa 15 km westlich von Bielefeld im Norden des Kreises Gütersloh in Ostwestfalen-Lippe. Das Stadtgebiet erstreckt sich im Nordosten in den Teutoburger Wald und im Südwesten bis in die Emssandebene. 1246 erstmals genannt, gehörte der 1719 zur Stadt erhobene Ort mehrere Jahrhunderte zur Grafschaft Ravensberg und war von 1816 bis 1972 Kreisstadt des Kreises Halle (Westf.). Neben einer Vielzahl von mittelständischen Unternehmen sind in Halle mit August Storck und Gerry Weber zwei international bekannte Großunternehmen ansässig. Halle ist aufgrund der zahlreichen Linden im Stadtgebiet auch als „Lindenstadt“ bekannt.

## Geographie

### Geographische Lage
Halle liegt etwa 15 km westlich von Bielefeld und 38 km südöstlich von Osnabrück im Norden des Kreises Gütersloh in Ostwestfalen-Lippe. Es wird zum Nordostrand der Westfälischen Bucht gerechnet und liegt größtenteils in der Emssandebene am Südhang des Teutoburger Walds, der das Stadtgebiet von Nordwesten nach Südosten durchzieht. Kleinere Teile des Stadtgebiets liegen in diesem Höhenzug, der gleichzeitig das östliche Münsterland und die Westfälische Bucht begrenzt und an dieser Stelle Teil der Weser-Ems-Wasserscheide ist. Höchste Erhebungen sind der Hengeberg mit 316 m ü. NN und die Große Egge mit 312 m ü. NN. Mit 70 m ü. NN liegt der südwestliche Stadtrand am tiefsten. Dort fließen die Hessel und der Rhedaer Bach aus dem Stadtgebiet heraus, während der Ruthebach an der dortigen Stadtgrenze in den Loddenbach mündet. Der im nördlichen Stadtgebiet am Hengeberg entspringende Künsebecker Bach und der Laibach bilden bei Kölkebeck den Rhedaer Bach. Alle Bäche entspringen im Teutoburger Wald und fließen letztendlich der Ems zu. Das Stadtgebiet ist wesentlich geprägt von landwirtschaftlicher Nutzung, hat aber auch bedeutende Anteile Waldfläche, namentlich den Teutoburger Wald und den Tatenhauser Wald, sowie 40 ha Stadtwald. Der 52. Breitengrad schneidet das Stadtgebiet im südlichen Bereich.

### Geologie

Geothermische Karte von Halle
Angaben in kWh/(m·a)

Die Gesteine des oberflächennahen Untergrunds sind im Osning steil aufgerichtet. Sie bestehen aus Tonmergel-, Kalkmergel-, Kalk- und Mergelsteinen, aber auch aus Sandsteinen und Sandmergeln des Erdmittelalters, vornehmlich Unter- und Oberkreide. Diese Gesteine liegen über einem Sockel aus gefalteten Gesteinen des Erdaltertums, insbesondere Devon und Karbon. Im Übergangsbereich zum Münsterland werden die Kreideschichten zunehmend von einer geringmächtigen, meist sandigen Lockergesteinsschicht aus dem Eiszeitalter (Quartär) überdeckt, die aus Flusssedimenten der Ems und aus eiszeitlichen Ablagerungen wie Grundmoräne oder Schmelzwassersanden besteht.
In Bezug auf Böden lässt sich das Stadtgebiet morphologisch in drei Abschnitte gliedern. Die Böden der Rinnen, Täler und Niederungen im Südwesten sind bis dicht an die Oberfläche mit Grundwasser erfüllt. Diese Gleye sind natürliche Grünlandstandorte. Aus den Niederungen erheben sich Kuppen und Rücken aus Flugsand und Schmelzwassersand, Sedimente des Quartärs. Diese Sande sind zu nährstoffarmen, sauren Heideböden, zum Teil mit Ortstein im Unterboden, verwittert. Am Südwesthang des Teutoburger Waldes, zum Beispiel bei Künsebeck, nehmen sie große Flächen ein. Als Folge historischer Landbautechniken und langjähriger Ackernutzung bestehen diese Böden zum Teil tiefreichend aus Humus, vereinzelt mit Plaggenauftrag. Südwestlich des Hauptkamms des Teutoburger Waldes liegen einige isolierte Kuppen, zum Beispiel die Hesselner Berge. Hier sind aus Kalk- und Mergelsteinen der Oberkreide flachgründige, tonig-lehmige Rendzinen entstanden. Diese basenreichen Böden sind typische Edellaubholzstandorte. Der Hauptkamm besteht aus Sandsteinen der Unterkreide. Auf ihm haben sich mächtige, saure, steinige Heideböden gebildet.
Halle eignet sich mittelmäßig bis gut, in Kammlagen sehr gut, zur Nutzung von geothermischen Wärmequellen mittels Erdwärmesonde und Wärmegewinnung durch Wärmepumpenheizungen (vgl. dazu die nebenstehende Karte).

### Ausdehnung und Nutzung des Stadtgebiets

Flächennutzung in Halle

Das Kommunalprofil des nordrhein-westfälischen Landesbetriebs für Information und Technik weist Halle seit 2009 als Typ „Kleinstadt“ aus. Bis 2008 wurde Halle zum Typ „Kleine Mittelstadt“ gezählt.
Die Stadt umfasst eine Fläche von 69,21 km². Der überwiegende Teil besteht aus landwirtschaftlich genutzter Fläche und Waldfläche, zusammen etwa 83 %, gefolgt von bebauter Fläche und Verkehrsfläche, zusammen etwa 15 %. Im Vergleich mit anderen Städten vom Typ Kleinstadt hat Halle nur etwa halb so viel Waldfläche, aber doppelt so viel Gebäude, Frei- und Betriebsfläche und rund 10 Prozentpunkte mehr Landwirtschaftsfläche.
Die größte Ausdehnung sowohl in Nordsüdrichtung als auch in Ostwestrichtung beträgt jeweils etwa 10 km. Der nördlichste Punkt liegt bei Eggeberg, der südlichste Punkt bei Kölkebeck.
| Fläche nach Nutzungsart | Landwirt- schafts- fläche | Wald- fläche | Gebäude- und Freifläche | Verkehrs- fläche | Betriebs- fläche | Wasser- fläche | Sport- und Grünfläche | sonstige Nutzung |
| ----------------------- | ------------------------- | ------------ | ----------------------- | ---------------- | ---------------- | -------------- | --------------------- | ---------------- |
| Fläche in km²           | 45,5                      | 11,68        | 6,73                    | 3,86             | 0,85             | 0,30           | 0,23                  | 0,13             |
| Anteil an Gesamtfläche  | 65,68 %                   | 16,86 %      | 9,71 %                  | 5,57 %           | 1,23 %           | 0,43 %         | 0,33 %                | 0,19 %           |

### Nachbargemeinden
Halle grenzt im Nordwesten an die Stadt Borgholzhausen, im Nordosten an die Stadt Werther, im Südosten und Süden an die Gemeinde Steinhagen, im Südwesten an die Stadt Harsewinkel und im Westen an die Stadt Versmold, die alle dem Kreis Gütersloh angehören. Größere Städte in der Nachbarschaft sind Bielefeld und Gütersloh, die beide rund 15 km von Halle entfernt liegen.

### Stadtgliederung
Halle gliedert sich in zehn Ortsteile, von denen neben der Kernstadt Halle nur das industriell-vorstädtisch geprägte Künsebeck, sowie die dörflich-ländlichen Stadtteile Bokel, Hesseln, Hörste und Kölkebeck geschlossene Ortsgebiete sind. Während die dörflichen-ländlichen Ortsteile als eigenständige Gliederungsbestandteile des Stadtgebietes klar erkennbar sind, ist der Übergang zwischen Halle und Künsebeck fließend. Oldendorf und Gartnisch sind im Ortsgebiet von Halle vollständig aufgegangen. Oldendorf wird im Gegensatz zu Gartnisch von der Bevölkerung nicht mehr als Ortsteil wahrgenommen. Eggeberg und Ascheloh sind gering besiedelte Gemarkungen. Die vorgenannte Gliederung wird nicht von der Hauptsatzung der Stadt geregelt, die keine einzelnen Ortsteile nennt, geht aber auf die Grenzen der ehemals selbstständigen Gemeinden im Stadtgebiet zurück und wird von der Stadt beispielsweise bei der Angabe der Einwohnerzahlen in den Ortsteilen verwendet.
Einen Überblick über die Größe und Bevölkerungszahlen der Ortsteile gibt die folgende Tabelle. Zur Orientierung sind in der Karte die ehemaligen Ortsteile im Stadtgebiet dargestellt.

Niederschlagsdiagramm Steinhagen-Brockhagen

| Ortsteil | Fläche (in km²) Stand: 31. Dezember 1972 | Einwohner Stand: 1. Januar 2022 | Ortsteile der Stadt Halle (Westf.) |
| --- | ---------------------------------------- | ------------------------------- | ---------------------------------- |
| Bokel | 8,50                                     | 789                             | Ortsteile der Stadt Halle (Westf.) |
| Halle davon: Halle (Ort) inkl. Oldendorf Ascheloh Eggeberg Gartnisch                                                                              | 18,42 8,73 4,13 2,97 2,59                | 13.922 n/v                      | Ortsteile der Stadt Halle (Westf.) |
| Hesseln | 5,37                                     | 1.312                           | Ortsteile der Stadt Halle (Westf.) |
| Hörste | 15,24                                    | 1.638                           | Ortsteile der Stadt Halle (Westf.) |
| Kölkebeck | 9,06                                     | 546                             | Ortsteile der Stadt Halle (Westf.) |
| Künsebeck | 8,56                                     | 3.470                           | Ortsteile der Stadt Halle (Westf.) |
| Gesamt | 65,151                                   | 21.677                          | Ortsteile der Stadt Halle (Westf.) |
| 1Abweichung zur heutigen Fläche wegen Angliederung von Gebietsteilen von Werther (zu Eggeberg) und Borgholzhausen (zu Hesseln) zum 1. Januar 1973 |                                          |                                 |                                    |

### Klima
Halle gehört der gemäßigten Klimazone Mitteleuropas an und liegt im Bereich des subatlantischen Seeklimas. Die Winter sind unter atlantischem Einfluss meist mild und die Sommer mäßig warm. Die Jahresmitteltemperatur liegt bei 8–8,5 °C, wobei nach Norden hin in höher oder leeseitig gelegenen Mesoklimata diese Temperatur zum Teil deutlich unterschritten werden kann. Hier kann die Blüte zwischen zwei und vier Wochen später als weiter südlich eintreten. Zum Klima in der Region Ostwestfalen-Lippe, zu der Halle gehört, siehe auch den Artikel Klima in Ostwestfalen-Lippe.
Durch die Lage im subatlantischen Seeklima herrscht ganzjährig ein humides Klima mit relativ gleich verteilten Niederschlägen vor. Insgesamt fallen an der südlich von Halle gelegenen Messstation Brockhagen der unmittelbar benachbarten Gemeinde Steinhagen im langjährigen Mittel 775 mm Niederschlag pro Jahr. Somit fällt im südlichen Stadtgebiet mehr Niederschlag als im deutschen Mittel (700 mm). Mit zunehmender Nähe zum Teutoburger Wald steigt die Niederschlagsmenge durch die Regenfängerwirkung aufgrund von Steigungsregen auf bis zu 1200 mm Niederschlag pro Jahr.

## Geschichte

### Mittelalter

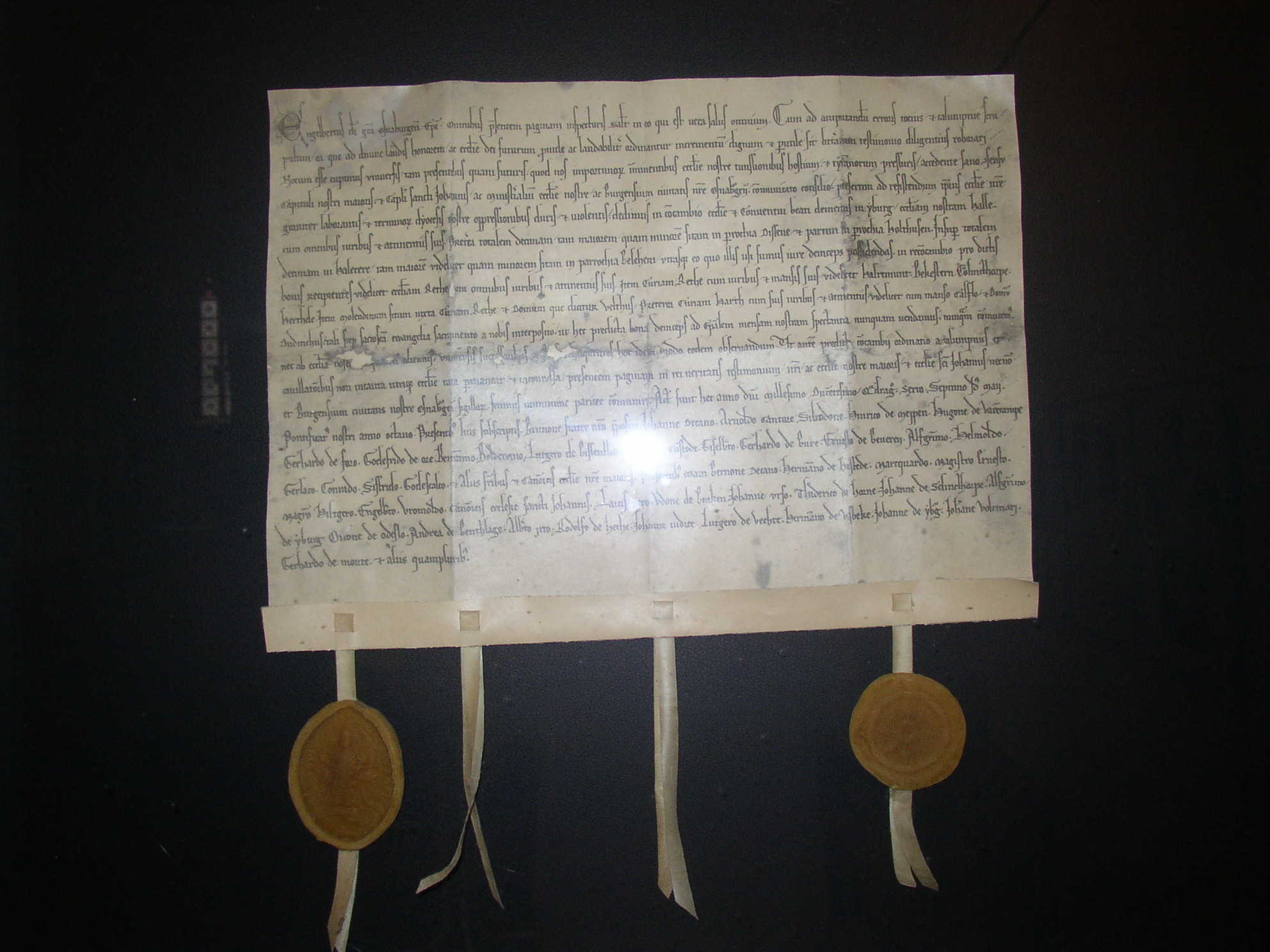
Replikat der Tauschurkunde

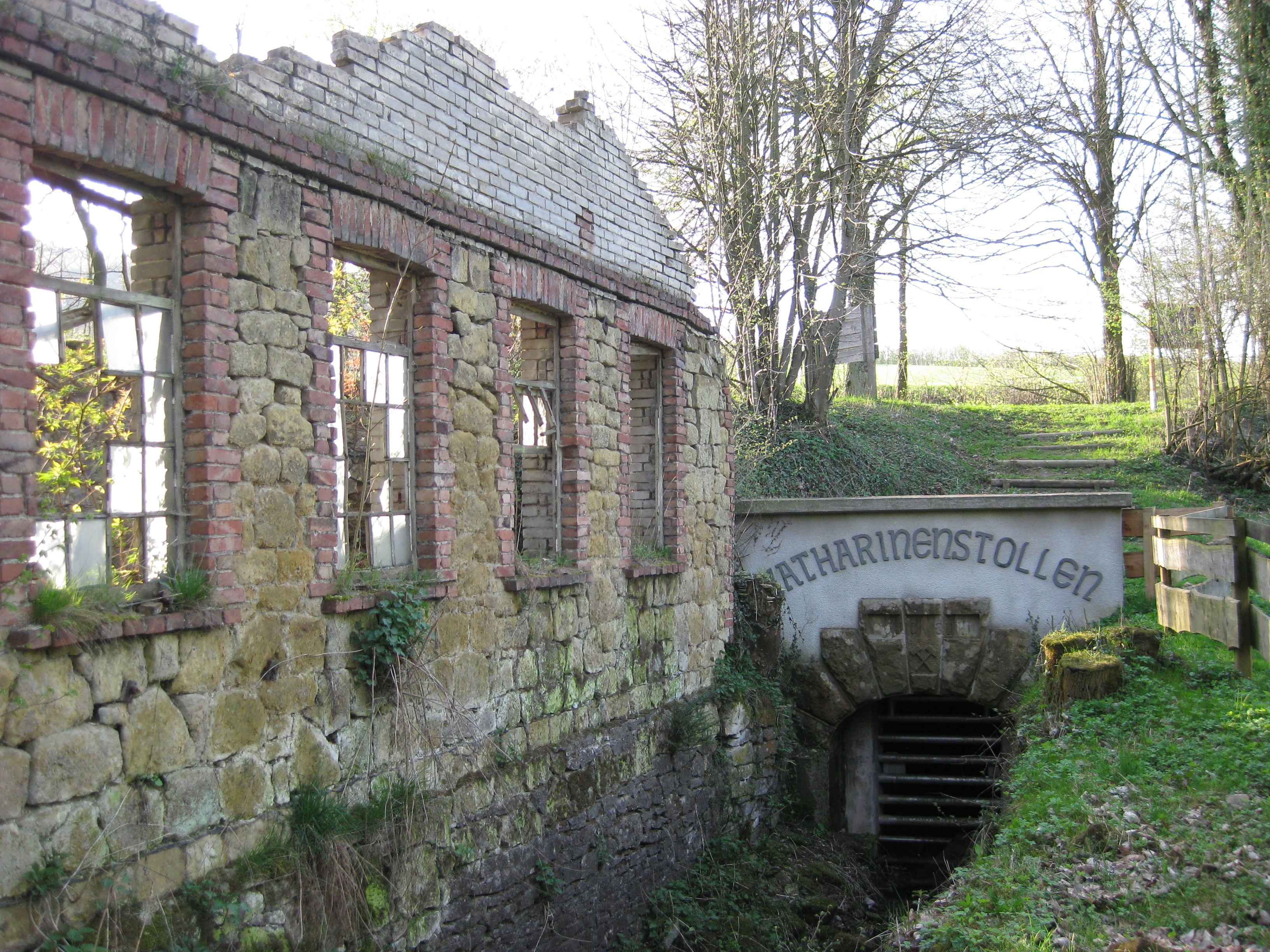
Katharinenstollen der ehemaligen „Vereinigten Zeche Arminius“

Halle liegt im Ravensberger Land und gehörte über Jahrhunderte zum Amt Ravensberg in der gleichnamigen Grafschaft, deren Name von der im benachbarten Borgholzhausen gelegenen Burg Ravensberg abgeleitet ist.
Im Jahre 1246 tauschte Bischof Engelbert von Osnabrück mit dem Kloster Iburg die am Südrand seines Bistums gelegene Kirche „tor Halle“ mit allen Rechten und Zubehör gegen die Kirche in Rheda mit allen damit verbundenen Rechten und Einkünften. In diesem Schriftstück vom 9. Mai 1246, das den Kirchentausch besiegelt, wird Halle erstmals erwähnt. Älter als das „tor Halle“ sind die beiden Dörfer Oldendorf und Gartnisch, die heute mit Halle zusammen einen zusammenhängenden Siedlungskern bilden. Sie werden bereits Ende des 11. Jahrhunderts urkundlich erwähnt.

### Frühe Neuzeit

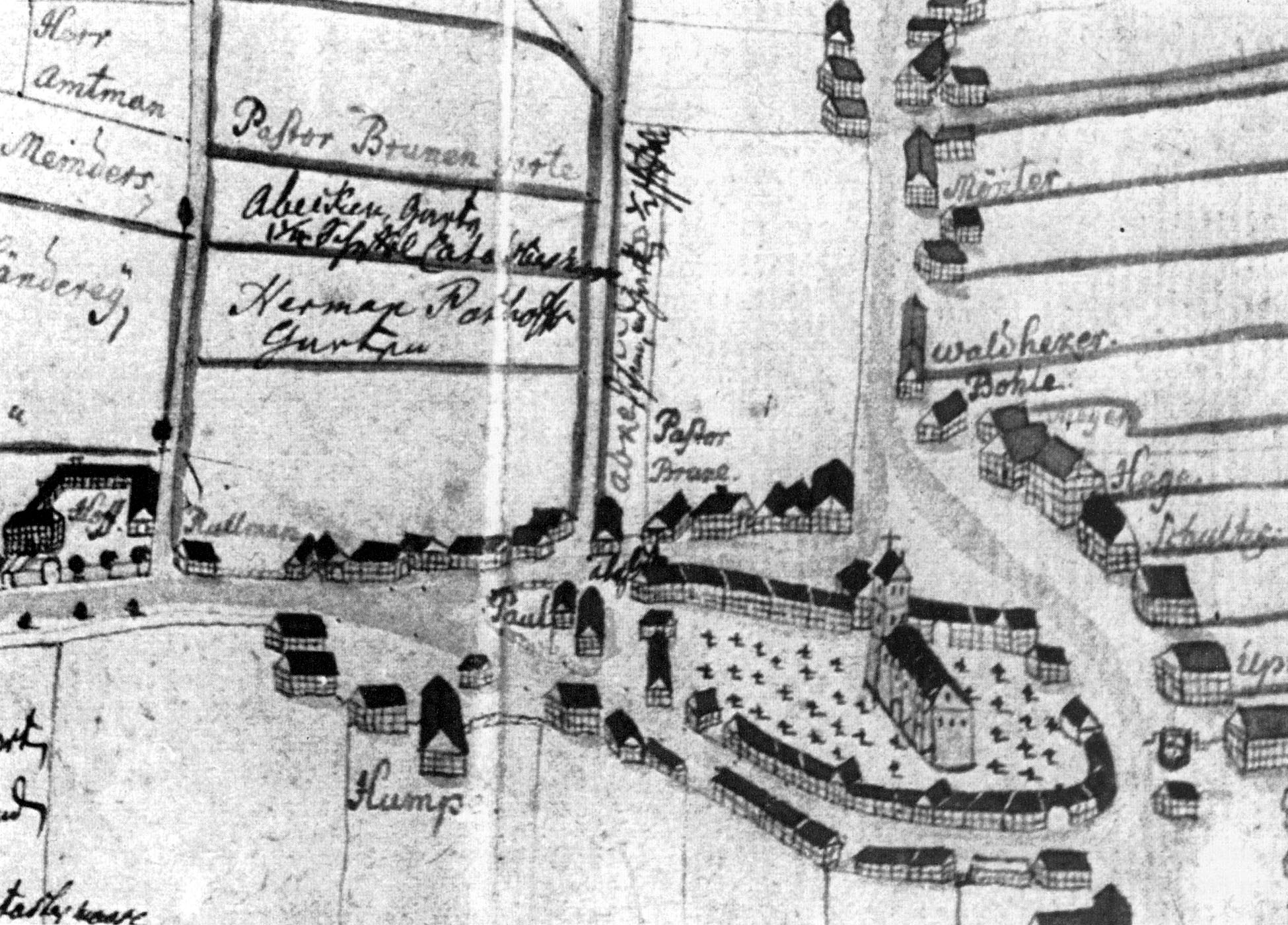
Der erste Haller Stadtplan von 1784

In der Grafschaft Ravensberg war Halle Sitz einer Vogtei des Amtes Ravensberg. Das Ravensberger Urbar, vollendet 1556, verzeichnet für die Jahre zwischen 1491 und 1541 für Halle 49 Namen, davon 26 freie Bürger und 23 Eigenhörige des Landesherren bzw. der adeligen Gutsherren in Steinhausen und Tatenhausen. Für das 16. Jahrhundert wird die Einwohnerschaft auf 350 Menschen geschätzt. In der ersten Hälfte dieses Jahrhunderts setzte sich die Reformation in Ravensberg und in Halle nach und nach durch. Lediglich einige Adelsgeschlechter blieben beim bisherigen katholischen Glauben, darunter die Herren des Schlosses Tatenhausen, in deren Herrschaftsbereich weiterhin die katholische Gemeinde Stockkämpen existierte und noch bis heute besteht. Ende des 16. Jahrhunderts erhielt Halle eine Leinenlegge, diese bestand bis ins 19. Jahrhundert.
Im Jahr 1505 erlaubte Herzog Wilhelm IV. von Jülich-Berg seinem Statthalter Graf Philipp II. von Waldeck unter anderem im Amt Ravensberg Bergwerke zu errichten. Diese Erlaubnis führte zu einem etwa vierhundertjährigen Kohle- und Erzbergbau in der Gemeinde. Die erste Grube befand sich vermutlich im heutigen Grenzgebiet zwischen Halle und Werther. In der Mitte des 17. Jahrhunderts wurde auch in Eggeberg (beim Hof Düfelsiek) nach Kohle geschürft. Man suchte auf dem Kamm des Teutoburger Waldes nach oberflächennahen Erzen. Holz zum Ausbau der Gruben war im Teutoburger Wald reichlich vorhanden. Zur Mitte des 18. Jahrhunderts rentierte sich der Kohleabbau wegen der hohen Holzpreise und der Probleme, billigere Kohle zu importieren. Zur Zeit des Bergbaubooms im 19. Jahrhundert gab es in und um Halle 23 Grabungen nach Kohle und 24 nach oberflächennahem Eisenerz. Die Grabungen wurden 1883 geschlossen, da durch die zunehmende Bedeutung der Stammstrecke der Köln-Mindener Eisenbahn-Gesellschaft Kohle preiswerter aus dem Ruhrgebiet geliefert werden konnte. 1923 wurde wegen der Besetzung des Ruhrgebiets durch französische Truppen ein Stollen kurzzeitig wieder in Betrieb genommen.

### Moderne
Am 17. April 1719 wurden Halle vom preußischen König Friedrich Wilhelm I. Stadtrechte zugesprochen. Infolge der preußischen Niederlage gegen Napoleon kam die Stadt 1807 zum Königreich Westphalen und wurde Sitz des Kantons Halle im Distrikt Bielefeld des Departements der Weser. Nach der Annexion großer Teile Norddeutschlands durch Frankreich verlief seit 1811 die neue Staatsgrenze zwischen dem Königreich Westphalen und Frankreich quer durch das Ravensberger Land und das Stadtgebiet von Halle. Der alte Stadtkern wurde dem Kanton Werther des Distrikts Minden im Departement der Oberen Ems angegliedert, während das südöstliche äußere Stadtgebiet im Königreich Westphalen verblieb und dem Kanton Brockhagen im verkleinerten Distrikt Bielefeld des Departements der Fulda zugeordnet wurde. Die genaue Grenze zwischen Frankreich und dem Königreich Westphalen verlief (mit heutigen Bezeichnungen) entlang der Bahnhofstraße in Richtung Nordosten, am Ronchinplatz auf die Rosenstraße abknickend und auf der Kiskerstraße weiter in Richtung Werther. Südlich des Stadtkerns verlief die Grenze zum Teil entlang des Haller Laibachs. In der gesamten Franzosenzeit litt die Bevölkerung unter den drückenden Lasten, die die Finanzierung der napoleonischen Kriege mit sich brachte.
1813 übernahm Preußen wieder die Verwaltung. Halle wurde zunächst dem provisorischen Zivilgouvernement zwischen Weser und Rhein zugeordnet, kam dann 1815 zum Regierungsbezirk Minden der Provinz Westfalen und wurde 1816 Kreisstadt des neuen Kreises Halle. Dieser bestand bis zum 31. Dezember 1972 aus den heutigen Städten und Gemeinden Halle, Werther, Steinhagen, Borgholzhausen und Versmold und wird auch heute noch im täglichen Sprachgebrauch als Altkreis bezeichnet wird.
Bis ins 19. Jahrhundert hinein blieb Halle landwirtschaftlich geprägt, es wurde Getreide, Flachs oder Hanf angebaut und Viehwirtschaft betrieben. Die Verkehrslage von Halle an mehreren überregionalen Verbindungswegen war nicht ungünstig, allerdings gab es bis 1844 keine gepflasterten Straßen und die Stadt stand stets im Schatten von Bielefeld. Erst 1844 wurde eine befestigte Straße nach Brackwede und damit eine moderne Anbindung an Bielefeld fertiggestellt. Es folgten 1864 die Straße nach Werther, 1874 die Verbindung nach Hörste, 1881 nach Brockhagen und erst 1889 nach Theenhausen. Seit Mitte des 19. Jahrhunderts veränderte die Stadt jedoch mit der einsetzenden Industrialisierung ihr Bild und gewann an wirtschaftlicher Bedeutung. Dabei spielte insbesondere die Anbindung an die Bahnstrecke Haller Willem von Bielefeld nach Osnabrück seit 1886 eine große Rolle. In der Folge entstanden eine Branntweinbrennerei und mehrere Fleischwarenfabriken und holzverarbeitende Betriebe.
1876 wurde das Haller Krankenhaus erbaut. Der Bau wurde wesentlich aus Vermächtnissen und Spenden finanziert. In den Jahren 1927 und 1944 wurde der Bau erweitert und musste 1960 einem Neubau weichen.

### Nationalsozialismus und Zweiter Weltkrieg
Die Zeit des Nationalsozialismus brachte auch für Halle grundlegende Veränderungen mit sich. Ab März 1933 war die NSDAP tonangebend im Haller Rathaus. Danach bauten die Nazis ihre Macht unverzüglich aus und setzten elementare Grundrechte außer Kraft. Im Rahmen der sogenannten Gleichschaltung wurden die anderen politischen Parteien, Gewerkschaften und viele Vereine verboten und die meisten Führungspositionen in Politik, Verwaltung und im gesamten öffentlichen Leben von der NSDAP besetzt. Wer sich nicht in die Volksgemeinschaft einfügte, wurde verfolgt und eingesperrt.

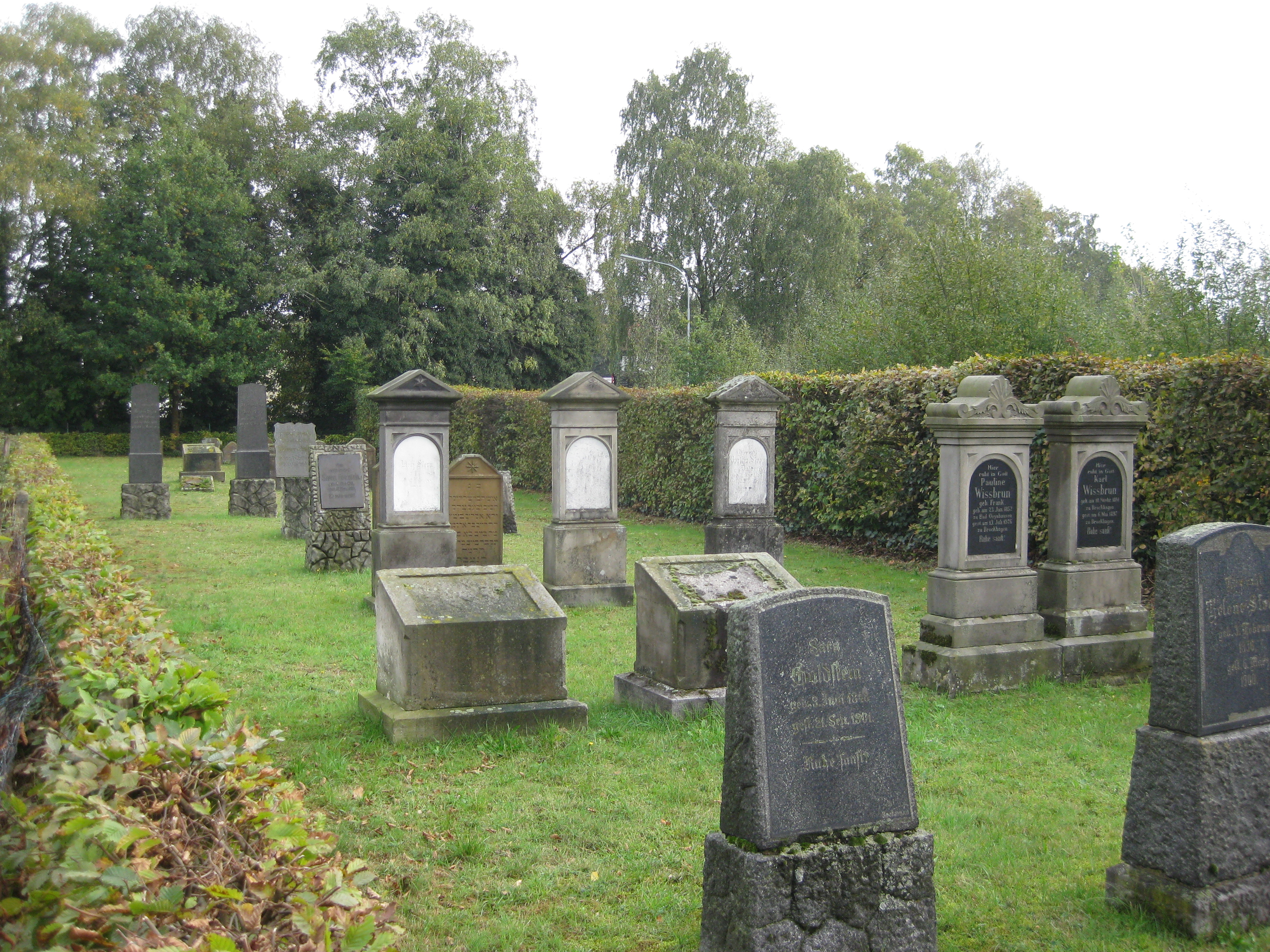
Jüdischer Friedhof in Halle

Im Juni 1936 wurde in Halle der Kreisparteitag der NSDAP abgehalten. Während der Novemberpogrome 1938 setzten Nationalsozialisten am 10. November ein in jüdischem Besitz befindliches Haus im nahegelegenen Brockhagen in Brand. In Halle begannen im Dezember 1941 Deportationen von Juden in die Vernichtungslager und bis Kriegsende wurden 19 jüdische Bürger aus Halle und Werther ermordet. Einer Frau gelang am Bahnhof Bielefeld während des Transportes die Flucht und sie überlebte den Holocaust. Eine jüdische Gemeinde gibt es in Halle nicht mehr. In Künsebeck wurde während des Krieges eine Waffenfabrik der Firma Dürkopp mit über 2000 Arbeitsplätzen errichtet. Im Jahr 1942 wurden in Halle 639 Zwangsarbeiter eingesetzt. 1943 gab es bereits 21 Gemeinschaftslager für ausländische Arbeitskräfte. Für den 11. April 1944 ist eine Zahl von 1460 Kriegsgefangenen auf Haller Gebiet bekannt. Halle blieb vom Luftkrieg weitestgehend verschont. Kurz vor Ende des Krieges stürzte ein britisches Kriegsflugzeug auf dem Berg Knüll ab. Der Krieg endete in Halle am 2. April 1945 mit dem Einmarsch amerikanischer Truppen. Die Befehlsgewalt ging auf die britische Militärregierung über und alle bisherigen Ratsherren wurden aus ihrem Amt entlassen.

### Nachkriegszeit und Gegenwart
Kurz nach Ende des Krieges musste Halle eine große Anzahl von Flüchtlingen und Vertriebenen vorwiegend aus dem Osten aufnehmen. In der Folge kam es zu Versorgungs- und Integrationsproblemen sowie zu demografischen Verschiebungen. Im Herbst 1945 war die Stadt kurzzeitig auf annähernd 44.000 Einwohner angewachsen, diese Zahl reduzierte sich bis 1950 jedoch wieder auf rund 14.000. Trotzdem war es dringend notwendig, neuen Wohnraum zu schaffen. So entstanden vornehmlich in den 1950er Jahren am Rand des bisherigen Ortskerns neue Wohngebiete. 1963 wurde das bisherige Bahnhofsgebäude in Halle durch einen Neubau ersetzt. Da die Bahnstrecke zwischen Dissen-Bad Rothenfelde und Brackwede ein dezentrales Projekt der Weltausstellung Expo 2000 in Hannover war, wurde der Bahnhof 1999 mit Mitteln dieses Projektes renoviert.
1959 wurde vom Kreistag des Kreises Halle der Bau eines Gymnasiums für die Schüler des Kreises beschlossen und mit den Planungen begonnen. Baubeginn des Komplexes war im Jahr 1961 und 1967 konnte er bezogen werden. Ebenfalls 1967 wurde der Bau der Realschule Halle an der Kättkenstraße fertiggestellt. Bereits vier Jahre später wurde jedoch der Neubau des Schulzentrums Masch beschlossen, das im Mai 1981 eingeweiht wurde. Die Gebäude an der Kättkenstraße beherbergen seitdem das Berufskolleg Halle.
Am 1. Januar 1973, nach 157 Jahren, verlor Halle durch die nordrhein-westfälische Gebietsreform seine Stellung als Kreisstadt, als die Kreise Halle (Westf.) und Wiedenbrück zum neuen Kreis Gütersloh zusammengeschlossen wurden. Das Gerry-Weber-Stadion wurde im Jahr 1991 seiner Bestimmung übergeben.

### Ursprung des Namens
Über den Namen Halle und die Entstehung des Ortes scheinen keine Urkunden zu existieren. Die weitest verbreitete, jedoch nicht belegbare Erklärung ist, dass er von „hale“ abgeleitet wird. Wissenschaftliche Stellungnahmen zum Ursprung des Namens von Halle (Saale) können für Halle (Westf.) analog gelten. Vor allem in regionalkundlicher Literatur und der des 19. und frühen 20. Jahrhunderts wird die Toponomastik des Wortes „Halle“ am Begriff des Salzes festgemacht. Die Literatur vertritt dabei die Ansicht, dass -hal bzw. halla für germanisch „Salz“ stehen. Der Leipziger Professor für Onomastik Jürgen Udolph zweifelt an dieser Darstellung. Nach seiner Aussage enthält der Wortstamm des Begriffes „Salz“ in allen Sprachen, die bisher als Erklärungsversuche bemüht wurden, den Buchstaben „S“ und kommen damit für die oft vertretene Lesart nicht in Frage. Udolph glaubt, dass germanische Namen mit hal sich auf einen älteren indogermanischen Wortstamm mit der Bedeutung -Schräge, -Abhang oder -neigen zurückführen lassen. Diese und ähnliche Thesen wurde bereits von August Friedrich Pott im 19. Jahrhundert vertreten. Es gibt einen Zusammenhang zwischen dieser Deutung und der geographischen Lage der Stadt, der mit dem Gefälle des Stadtgebietes vom Kamm des Teutoburger Walds ausgehend zu begründen ist.

### Eingemeindungen
Am 1. Oktober 1938 wurde die Gemeinde Oldendorf b. Halle aus dem Amt Halle in die Stadt Halle eingemeindet. Am 1. Oktober 1956 folgte ein Teil der Gemeinde Gartnisch, ebenfalls aus dem Amt Halle.
Im Rahmen der nordrhein-westfälischen Gebietsreform wurden am 1. Juli 1969 mit dem „Gesetz zur Neugliederung von Gemeinden des Landkreises Halle“ vom 24. Juni 1969 die Gemeinden Ascheloh, Eggeberg und Gartnisch aus dem Amt Halle in die Stadt Halle eingegliedert.
Am 1. Januar 1973 wurde Halle im Zuge der Umsetzung des „Gesetzes zur Neugliederung der Gemeinden und Kreise des Neugliederungsraumes Bielefeld (Bielefeld-Gesetz)“ vom 24. Oktober 1972 mit den Gemeinden Bokel, Hesseln, Hörste, Kölkebeck (großenteils) und Künsebeck aus dem Amt Halle sowie einigen Gebietsteilen der Gemeinden Amshausen und Brockhagen, beide vormals zum Amt Halle gehörend und Gebietsteilen von Borgholzhausen (Amt Borgholzhausen) und Theenhausen (Amt Werther) zur neuen Stadt Halle zusammengeschlossen. Das Amt Halle wurde aufgelöst, Rechtsnachfolgerin ist die Stadt Halle.

### Religionen

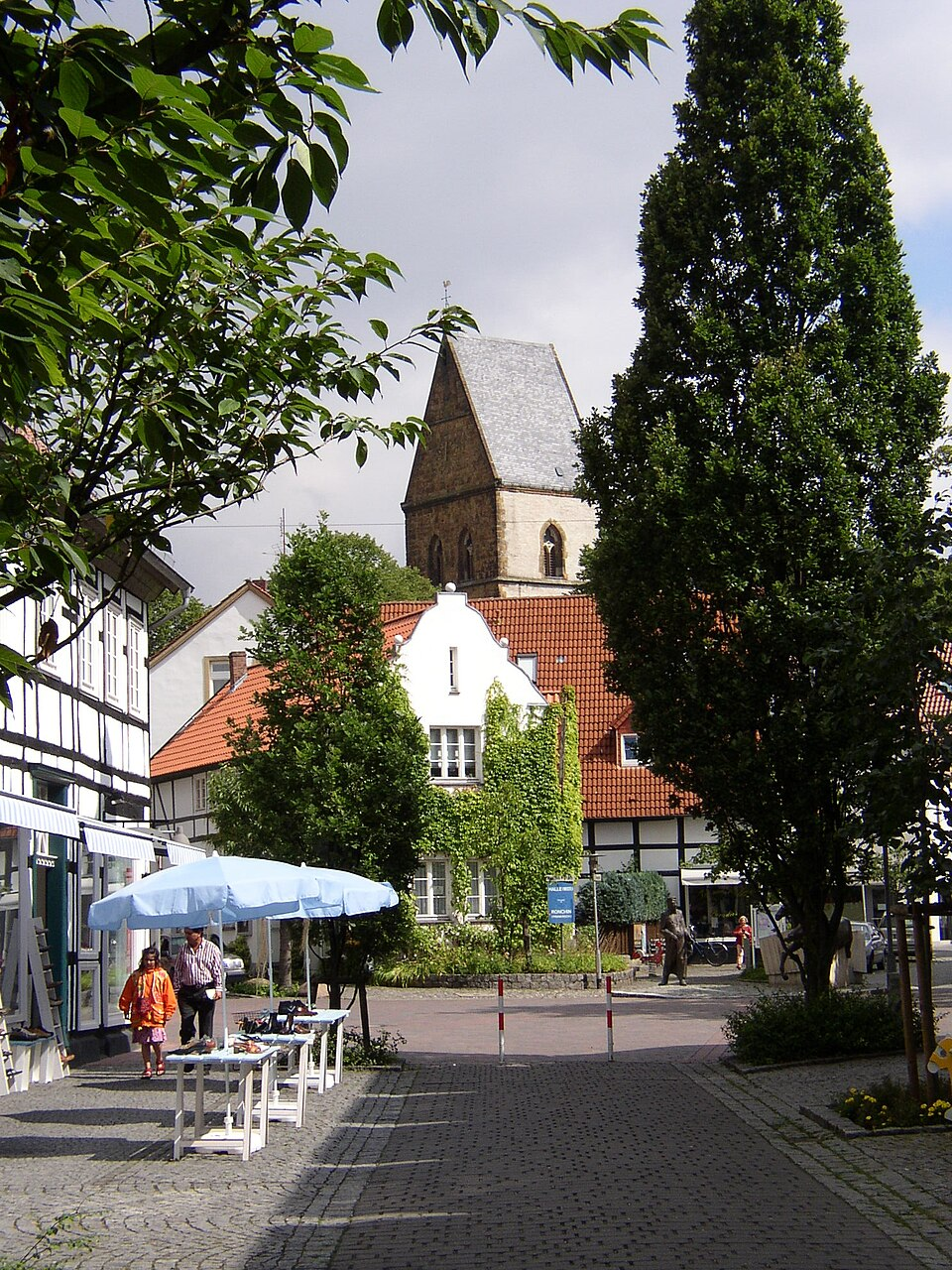
Das Haller Herz mit evangelischer Pfarrkirche St. Johannis (davor der Ronchin-Platz)

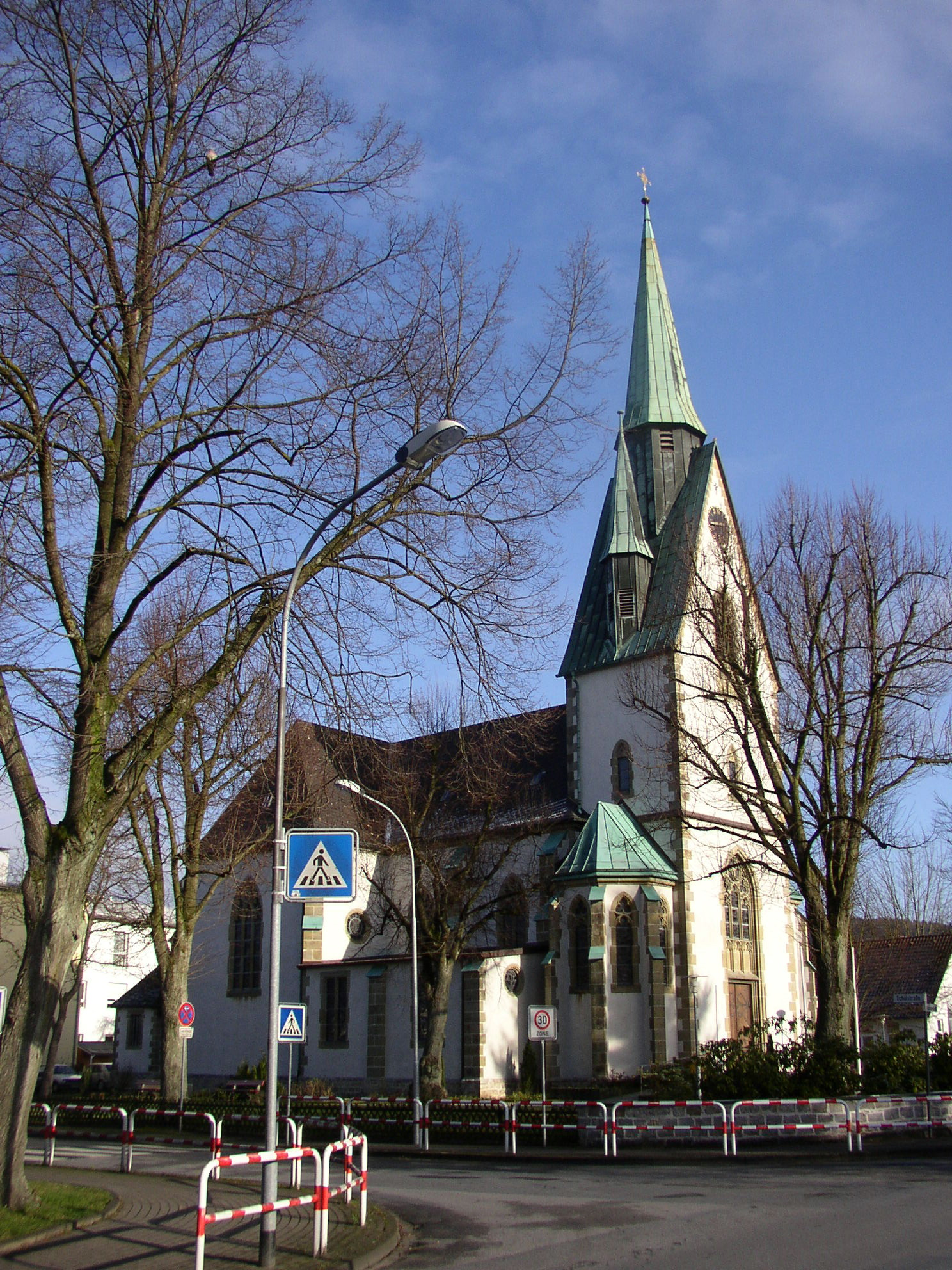
Katholische Herz-Jesu-Kirche

## Religion
Die jüdische Gemeinde in Halle wurde in der Zeit des Nationalsozialismus zerstört, Mitbürger jüdischen Glaubens gibt es seitdem in Halle nicht mehr. Die beiden evangelisch-lutherischen Gemeinden in Halle und Hörste gehören zum Kirchenkreis Halle der Evangelischen Kirche von Westfalen, die katholische Kirchengemeinde Herz-Jesu zum Pastoralverbund Stockkämpen im Erzbistum Paderborn. Ferner gibt es die freikirchlichen Gemeinden Mennonitische Brüdergemeinde, Neuapostolische Gemeinde und Freie evangelische Gemeinde. Muslimische Gläubige finden den Türkisch-Islamischen Kulturverein mit der Ayasofya-Moschee als Anlaufstelle und außerdem sind die Zeugen Jehovas und die kurdischen Jesiden mit einer Gemeinde vertreten.
Gemäß der Volkszählung 2011 gehörten damals noch mehr als die Hälfte der Bevölkerung den evangelischen Kirchen an; im Jahr 2011 waren 51,6 % der Einwohner evangelisch, 14,6 % römisch-katholisch und 33,8 % waren konfessionslos, gehörten einer anderen Religionsgemeinschaft an oder machten keine Angabe. Der Anteil der Protestanten und Katholiken an der Gesamtbevölkerung ist seitdem gesunken. Mit Stand 1. Januar 2025 waren 38 % der Einwohner evangelisch, 13 % katholisch und 49 % gehörten einer anderen Glaubensgemeinschaft an oder sind konfessionslos.

### Einwohnerentwicklung
Die Einwohnerzahlen von Halle lassen sich mit Einschränkungen bis in das Jahr 1491 zurückverfolgen. Zwischen den Jahren 1491 und 1541 wird die Einwohnerzahl mit 49 angegeben. Diese Zahl wuchs im 16. Jahrhundert auf etwa 350.
Für das Jahr 1818 kann mit 1070 Einwohnern erstmals eine genaue Zahl angegeben werden. Dabei sind die Einwohner der Gemeinden nicht mitgezählt, die heute zum Stadtgebiet gehören. Im Jahr 1871 hatte Halle 1480 Einwohner nach damaligen Gebietsstand, also ohne spätere Eingemeindungen bzw. 5545 Einwohner nach heutigem Gebietsstand. Diese Zahlen wuchsen bis 1939 auf 3393 bzw. 8169 Einwohner.
Aufgrund eines großen Zustroms an Flüchtlingen in der Folge des Zweiten Weltkriegs stieg die Einwohnerzahl bis zum 31. Dezember 1961 auf 15.258 nach heutigem Gebietsstand an, dazwischen erreichte sie im Herbst 1945 mit rund 44.000 Einwohnern als direkte Kriegsfolge einen Höchststand. Die erste Volkszählung nach der nordrhein-westfälischen Gebietsreform im Jahr 1987 ergab für die Stadt Halle eine Einwohnerzahl von 18.161. Diese Zahl wuchs bis Ende 2007 stetig bis auf 21.177 Einwohner an. Die nebenstehende Grafik verdeutlicht den Bevölkerungszuwachs über den gesamten angegebenen Zeitraum (ohne 1945).
Die folgende Übersicht zeigt die Einwohnerzahlen der Stadt Halle nach dem jeweiligen Gebietsstand, bei einigen Zahlen zusätzlich nach heutigem Gebietsstand. Änderungen des Gebietsstandes ergaben sich durch die Eingemeindung der Gemeinde Oldendorf b. Halle am 1. Oktober 1938 (1933: 701 Einwohner), die Teileingemeindung der Gemeinde Gartnisch am 1. Oktober 1956 (1950: 104 Einwohner betroffen), die Eingemeindungen der Gemeinden Ascheloh, Eggeberg und Gartnisch am 1. Juli 1969 (1961: zusammen 1799 Einwohner) sowie den Zusammenschluss mit den Gemeinden Bokel, Hesseln, Hörste, Kölkebeck (großenteils), Künsebeck und kleinerer Teile weiterer Gemeinden am 1. Januar 1973.
Bei den Zahlen handelt es sich vor 1818 um ungefähre Angaben, von 1818 bis 1970 und für 1987 um Volkszählungsergebnisse und ab 1975 um amtliche Fortschreibungen des Landesbetriebs Information und Technik NRW, Geschäftsbereich Statistik. Die Zahlen von 1975 bis 1985 sind geschätzte Werte, die Zahlen ab 1990 Fortschreibungen auf Basis der Ergebnisse der Volkszählung von 1987. Die Angaben beziehen sich ab 1871 sowie für 1946 auf die ortsanwesende Bevölkerung, ab 1925 auf die Wohnbevölkerung und ab 1985 auf die Bevölkerung am Ort der Hauptwohnung. Vor 1871 wurden die Einwohnerzahlen nach uneinheitlichen Erhebungsverfahren ermittelt. Im Jahr 1974 wurden noch einmal die Einwohnerzahlen in der Gesamtstadt und in der Stadt Halle (Westf.) mit den ehemaligen Grenzen vom Statistischen Landesamt ermittelt.
Halle nach dem damaligen Gebietsstand
| Jahr            | Einwohner |
| --------------- | --------- |
| 1491            | 0.049     |
| 1541            | 0.049     |
| 1600            | 0.350     |
| 1818 (31. Dez.) | 1.070     |
| 1831 (3. Dez.)  | 1.280     |
| 1837 (3. Dez.)  | 1.343     |
| 1843 (3. Dez.)  | 1.452     |
| 1849 (3. Dez.)  | 1.423     |
| 1852 (3. Dez.)  | 1.447     |
| 1858 (3. Dez.)  | 1.415     |
| 1861 (3. Dez.)  | 1.445     |
| 1867 (3. Dez.)  | 1.503     |

| Jahr            | Einwohner |
| --------------- | --------- |
| 1871 (1. Dez.)  | 01.480    |
| 1885 (1. Dez.)  | 01.711    |
| 1895 (1. Dez.)  | 01.758    |
| 1905 (1. Dez.)  | 01.841    |
| 1925 (16. Juni) | 02.094    |
| 1933 (16. Juni) | 02.309    |
| 1939 (17. Mai)  | 03.393    |
| 1946 (29. Okt.) | 05.234    |
| 1950 (13. Sep.) | 05.805    |
| 1961 (6. Juni)  | 07.542    |
| 1970 (27. Mai)  | 10.123    |
| 1972 (31. Dez.) | 10.217    |

Halle nach dem heutigen Gebietsstand
| Jahr            | Einwohner |
| --------------- | --------- |
| 1871 (1. Dez.)  | 05.545    |
| 1939 (17. Mai)  | 08.351    |
| 1950 (13. Sep.) | 13.853    |
| 1961 (6. Juni)  | 15.573    |
| 1970 (27. Mai)  | 17.458    |
| 1972 (31. Dez.) | 17.776    |
| 1974 (30. Juni) | 18.048    |
| 1975 (31. Dez.) | 17.868    |
| 1980 (31. Dez.) | 18.556    |
| 1985 (31. Dez.) | 18.323    |
| 1987 (25. Mai)  | 18.161    |

| Jahr            | Einwohner |
| --------------- | --------- |
| 1990 (31. Dez.) | 18.841    |
| 1995 (31. Dez.) | 19.502    |
| 2000 (31. Dez.) | 20.478    |
| 2005 (31. Dez.) | 21.283    |
| 2007 (31. Dez.) | 21.177    |
| 2008 (31. Dez.) | 21.066    |
| 2009 (31. Dez.) | 21.058    |
| 2012 (31. Dez.) | 21.228    |
| 2016 (31. Dez.) | 21.692    |
| 2017 (31. Dez.) | 21.713    |
| 2018 (31. Dez.) | 21.640    |

| Jahr            | Einwohner |
| --------------- | --------- |
| 2022 (31. Dez.) | 21.970    |

## Politik

### Stadtrat
Der Stadtrat hat 38 Mitglieder aus fünf Parteien. Hinzu kommt der Bürgermeister als Ratsvorsitzender.
Eines der großen Themen der Wähler in der Kommunalpolitik ist der zukünftige Umgang mit der Autobahn 33 (siehe Straßenverkehr). So stellte sich bei der Kommunalwahl 2004 erstmals die Südtrassenunion (STU) zur Wahl, die sich den Weiterbau der A 33 auf einer bestimmten Trassierung zum Programm gemacht hat.
- SPD: 9
- Grüne: 10
- STU: 0
- FDP: 1
- UWG: 4
- CDU: 14

Der Haller Stadtrat hat gegenwärtig 39 Mitglieder. Es sind dies der Bürgermeister sowie die bei der Kommunalwahl 2020 gewählten Ratsmitglieder, die die CDU, die SPD, die Grünen, die FDP sowie die UWG (Unabhängige Wählergemeinschaft) repräsentieren.
Die folgende Tabelle zeigt die Kommunalwahlergebnisse seit 1975:
| [ 32 ] [ 33 ] [ 34 ] [ 35 ]                    | 2020  | 2020 | 2014  | 2014 | 2009  | 2009  | 2004  | 2004  | 1999  | 1999  | 1994  | 1994  | 1989  | 1989  | 1984  | 1984  | 1979  | 1979  | 1975  | 1975  |
| Partei                                         | Sitze | %    | Sitze | %    | Sitze | %     | Sitze | %     | Sitze | %     | Sitze | %     | Sitze | %     | Sitze | %     | Sitze | %     | Sitze | %     |
| ---------------------------------------------- | ----- | ---- | ----- | ---- | ----- | ----- | ----- | ----- | ----- | ----- | ----- | ----- | ----- | ----- | ----- | ----- | ----- | ----- | ----- | ----- |
| SPD                                            | 09    | 23,7 | 14    | 35,4 | 13    | 33,47 | 11    | 27,76 | 12    | 31,54 | 14    | 36,01 | 14    | 34,10 | 15    | 35,73 | 14    | 35,23 | 15    | 40,45 |
| CDU                                            | 14    | 36,1 | 13    | 35,0 | 13    | 33,17 | 14    | 36,08 | 19    | 49,06 | 17    | 40,94 | 15    | 37,62 | 18    | 43,23 | 18    | 46,40 | 20    | 49,78 |
| Grüne                                          | 10    | 26,9 | 06    | 14,4 | 04    | 11,85 | 03    | 08,06 | 03    | 08,03 | 04    | 11,17 | 03    | 09,29 | 04    | 09,88 | −     | −     | −     | −     |
| STU                                            | –     | –    | 01    | 03,7 | 03    | 07,73 | 06    | 16,78 | 0−    | −     | 0−    | −     | 0−    | −     | 0−    | −     | −     | −     | −     | −     |
| UWG                                            | 04    | 09,5 | 03    | 08,4 | 03    | 07,20 | 02    | 06,09 | 02    | 06,88 | 02    | 06,05 | 03    | 08,91 | 02    | 06,27 | 04    | 10,07 | −     | −     |
| FDP                                            | 01    | 03,8 | 01    | 03,2 | 02    | 06,58 | 02    | 05,23 | 02    | 04,50 | 02    | 05,43 | 04    | 10,07 | 0     | 04,89 | 03    | 08,30 | 04    | 09,77 |
| Einzelbewerber                                 | –     | –    | –     | –    | −     | −     | −     | −     | −     | −     | 0     | 00,39 | −     | −     | −     | −     | −     | −     | −     | −     |
| Gesamt1                                        | 38    | 100  | 38    | 100  | 38    | 100   | 38    | 100   | 38    | 100   | 39    | 100   | 39    | 100   | 39    | 100   | 39    | 100   | 39    | 100   |
| Wahlbeteiligung                                | 59,4  | 59,4 | 54,1  | 54,1 | 58,11 | 58,11 | 57,61 | 57,61 | 60,73 | 60,73 | 84,23 | 84,23 | 69,60 | 69,60 | 70,22 | 70,22 | 71,14 | 71,14 | 86,79 | 86,79 |
| 1ohne Berücksichtigung von Rundungsdifferenzen |       |      |       |      |       |       |       |       |       |       |       |       |       |       |       |       |       |       |       |       |

### Bürgermeister
Zum Bürgermeister gewählt wurde 2020 in einer Stichwahl Thomas Tappe (CDU) mit 60,78 % der Stimmen.
Zuvor amtierte seit 9. Juli 2002 Anne Rodenbrock-Wesselmann (SPD). Sie wurde bei der Kommunalwahl 2014 mit 73,6 % der abgegebenen gültigen Stimmen im Amt bestätigt. Ihre Vorgänger bis in die 1960er-Jahre waren Jürgen Wolff (CDU, 1997–2002, hauptamtlich), der bei Erreichen der Altersgrenze von 68 Jahren aus dem Amt schied, davor Wilhelm Bentlage (CDU, 1969–1997, ehrenamtlich), der für seine Verdienste zum Haller Ehrenbürgermeister ernannt wurde, und davor Amtsbürgermeister Heinrich Thomas (CDU, bis 1969). Thomas verstarb unerwartet in der Nacht vom 12. auf den 13. April 1969, kurz vor den Feierlichkeiten anlässlich des 250-jährigen Bestehens der Haller Stadtrechte am 17. April 1969. Die Festschrift für diese Feierlichkeiten hatte er noch mit unterzeichnet. Aufgrund der kommunalen Gliederung des Amtes Halle mit seinen Gemeinden gab es nicht nur einen Bürgermeisterposten in Halle (Westf.), sondern Amts- und Gemeindebürgermeister (sowie Amtmänner) bis zur kommunalen Neugliederung 1972.
| Name                       | Amtszeit                          | Bemerkung |
| -------------------------- | --------------------------------- | --- |
| Hermann Bitter             | 1613 bis 1638                     | |
| Christian Abeken           | 1638 bis 1649                     | |
| Johann Hellmann            | 1649                              | |
| Heinrich Evering           | 1706                              | |
| Johann Lucas Brune         | 1715 bis 3. April 1754            | im Amt verstorben |
| Joh. Phil. Haselhorst      | 1754–1777                         | |
| Peter Gust. Wilmanns       | 1780–1826                         | |
| () Anz                     | bis 1831                          | |
| () Sprenger                | bis 1894                          | |
| () Hauptmann               | bis 1855                          | |
| () von Eggers              | bis 1868                          | |
| () Althaus                 | bis 1898                          | |
| () Schwollmann             | bis 1907                          | |
| Eduard Kisker              | 1907 bis 1919                     | |
| Karl Wolf                  | bis 1929                          | ab 1927 mit Bezeichnung „Bürgermeister“ Wolf                                                                           |
| Eduard Meyer zu Hoberge    | 1. April 1929 bis 1946            | nach der Amtszeit als Bürgermeister weiterhin als „Leitender Verwaltungsbeamter“ (bis 1963) bzw. Archivar im Amt tätig |
| Paul Wienstrath            | 1948                              | |
| Wilhelm Bentlage           | 1948 bis 1950                     | |
| Gustav Schürmann           | 1950 bis 1956                     | |
| Heinrich Thomas            | 1956 bis 1969                     | im Amt verstorben |
| Wilhelm Bentlage           | 1969 bis 1994                     | nach Ausscheiden aus dem Amt zum Ehrenbürgermeister ernannt                                                            |
| Jürgen Wolff               | 1994 bis 8. Juni 2002             | ab 6. November 1996 erster hauptamtlicher Bürgermeister; ausgeschieden aus Altersgründen                               |
| Anne Rodenbrock-Wesselmann | 9. Juni 2002 bis 31. Oktober 2020 | |
| Thomas Tappe               | seit 1. November 2020             | |

### Weitere Wahlergebnisse

#### Landtagswahl
Halle gehört zusammen mit den Bielefelder Stadtbezirken Dornberg und Jöllenbeck sowie den Gemeinden Steinhagen, Versmold, Borgholzhausen und Werther aus dem Kreis Gütersloh dem Landtagswahlkreis Gütersloh I – Bielefeld III an.
Bei der Landtagswahl 2012 hat das Direktmandat des Wahlkreises Georg Fortmeier (SPD) mit 41,27 % der Stimmen erhalten. Die Wahlbeteiligung lag bei 62,95 %.
| Ergebnis der Landtagswahl 2012 in Halle (Westf.) | Ergebnis der Landtagswahl 2012 in Halle (Westf.) | Ergebnis der Landtagswahl 2012 in Halle (Westf.) |
| Partei                                           | Erststimme                                       | Zweitstimme                                      |
| ------------------------------------------------ | ------------------------------------------------ | ------------------------------------------------ |
| SPD                                              | 41,27 %                                          | 39,86 %                                          |
| CDU                                              | 35,79 %                                          | 27,26 %                                          |
| GRÜNE                                            | 09,94 %                                          | 12,03 %                                          |
| Piraten                                          | 07,30 %                                          | 07,75 %                                          |
| FDP                                              | 03,29 %                                          | 07,24 %                                          |
| DIE LINKE                                        | 02,41 %                                          | 02,32 %                                          |
| Sonstige                                         | 00,0 %                                           | 03,73 %                                          |

Das Gesamtwahlkreisergebnis des Wahlkreises Gütersloh I – Bielefeld III siehe Hauptseite Landtagswahlkreis Gütersloh I – Bielefeld III.

#### Bundestagswahl
Halle gehörte bis einschließlich zur Bundestagswahl 1976 zum Bundestagswahlkreis Bielefeld – Halle und seitdem zum Bundestagswahlkreis Gütersloh.
Bei der Bundestagswahl 2013 hat Ralph Brinkhaus (CDU) das Direktmandat des Wahlkreises erhalten. Er setzte sich unter anderem gegen den ehemaligen parlamentarischen Staatssekretär beim Bundesminister für Arbeit und Soziales Klaus Brandner durch.
| Ergebnis der Bundestagswahl 2009 | Ergebnis der Bundestagswahl 2009 | Ergebnis der Bundestagswahl 2009 |
| Partei                           | Halle (Westf.)                   | Landesschnitt                    |
| -------------------------------- | -------------------------------- | -------------------------------- |
| CDU                              | 35,1 %                           | 33,1 %                           |
| SPD                              | 31,1 %                           | 28,5 %                           |
| FDP                              | 12,0 %                           | 14,9 %                           |
| GRÜNE                            | 10,7 %                           | 10,1 %                           |
| Sonstige                         | 11,0 %                           | 13,4 %                           |

### Wappen
Das Wappen von Halle zeigt in Rot drei gestielte silberne Lilien und darauf als Herzschild das Wappen der Grafschaft Ravensberg (in Silber drei rote Sparren).
Das Wappen wurde 1908 erstmals durch Erlass des Königs von Preußen verliehen. Während die drei Sparren unzweifelhaft auf die frühere Zugehörigkeit zur Grafschaft Ravensberg hinweisen, ist die Herkunft und Bedeutung der drei Lilien nicht zweifelsfrei geklärt. Unbelegten Überlieferungen zufolge wurde das Symbol der Lilie durch die Korff-Schmising vermutlich im 13. Jahrhundert im Schloss Tatenhausen eingeführt (siehe dazu auch die Wappensage derer von Korff). Ein erhaltenes Stadtsiegel aus dem Jahr 1792 zeigt bereits die drei Lilien (allen heraldischen Regeln zuwider) in einer gehenkelten Blumenvase.
Der ursprüngliche Entwurf des Wappens sah unter dem heutigen Herzschild und Lilien ein größeres Schild vor, auf dem sich das Herzschild befand. Das große Schild hatte oben eine Burgmauer nebst Burgtor sowie drei Zinnentürmen. Darüber hinaus war im Ursprungsentwurf das Herzschild eckig. Der preußische König genehmigte das Wappen zwar, machte aber folgenden handschriftlichen Zusatz: „Seine Majestät finden jedoch, daß die Form des Herzschildes im Wappen zu einförmig gehalten ist und empfehlen, dafür die gebräuchliche Form zu wählen, wie seine Majestät sie neben dem Entwurf Allerhöchsteigenständig anzudeuten geruht haben“. Dem Vorschlag des Königs wurde Folge geleistet.
Das größere Schild wurde 1940 entfernt, sodass das Wappen nurmehr aus dem Herzschild bestand. Dieser Entwurf wurde es nach der kommunalen Neuordnung unverändert übernommen.
Die Stadtflagge ist Rot-Weiß-Rot im Verhältnis 1:3:1 längsgestreift mit dem Wappenschild der Stadt in der Mitte der linken Hälfte
Das Stadtbanner ist Rot-Weiß-Rot im Verhältnis 1:3:1 längsgestreift mit dem Wappenschild der Stadt in der Mitte der oberen Hälfte

Wappen der Stadt
Flagge der Stadt
Banner der Stadt

### Städtepartnerschaften
Die Städtepartnerschaft zwischen Halle und der nordfranzösischen Stadt Ronchin besteht seit dem 22. September 1984. Der Partnerstadt zu Ehren wurde ein zentraler Platz im Ortskern Ronchin-Platz benannt. Es bestehen regelmäßiger Kulturaustausch und sportliche Begegnungen. Zum Stadtfest Haller Willem und zum Nikolausmarkt am ersten Adventswochenende ist Ronchin jeweils mit einem Stand vertreten, der lokale Spezialitäten anbietet. Zum Nikolausmarkt ist dies das Starkbier Belzébuth, das in Ronchin hergestellt wird.
Seit 2011 ist die etwa 27.500 Einwohner zählende Stadt Valmiera in der Region Livland in Lettland Partnerstadt. Kontakte zu Valmiera entstanden aus der Partnerschaft des Kreises Gütersloh zum Kreis Valmiera und auf dieser Basis initiierten Hilfsprojekten.
Keine reguläre Städtepartnerschaft, aber freundschaftliche Beziehungen pflegt die Stadt zum etwa 25.000 Einwohner zählenden Kirkby-in-Ashfield im englischen Nottinghamshire und zum etwa 26.500 Einwohner großen Târnăveni in Siebenbürgen, Rumänien.

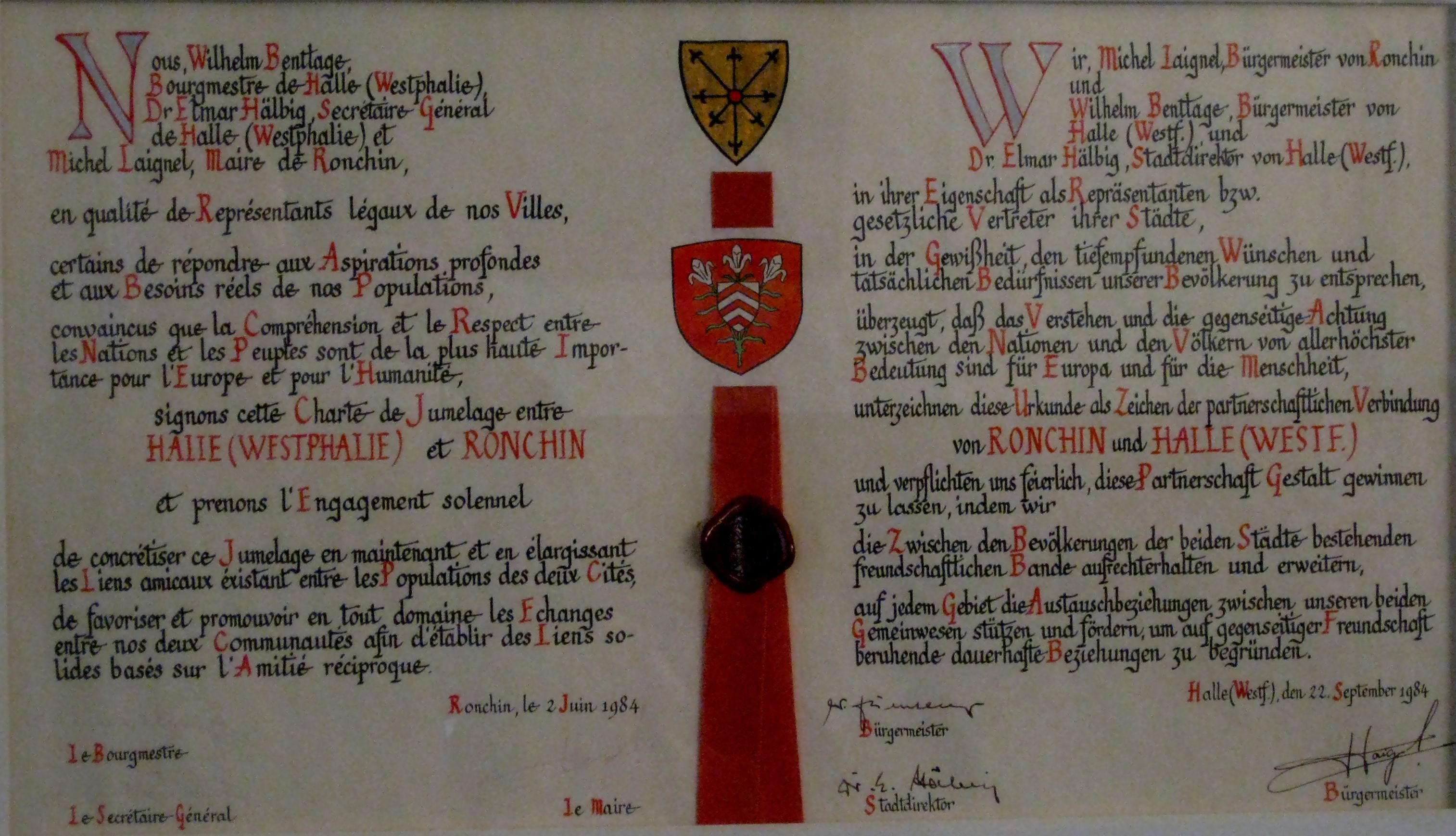
Beurkundung der Partnerschaft zwischen Halle und Ronchin am 2. Juni und 22. September 1984
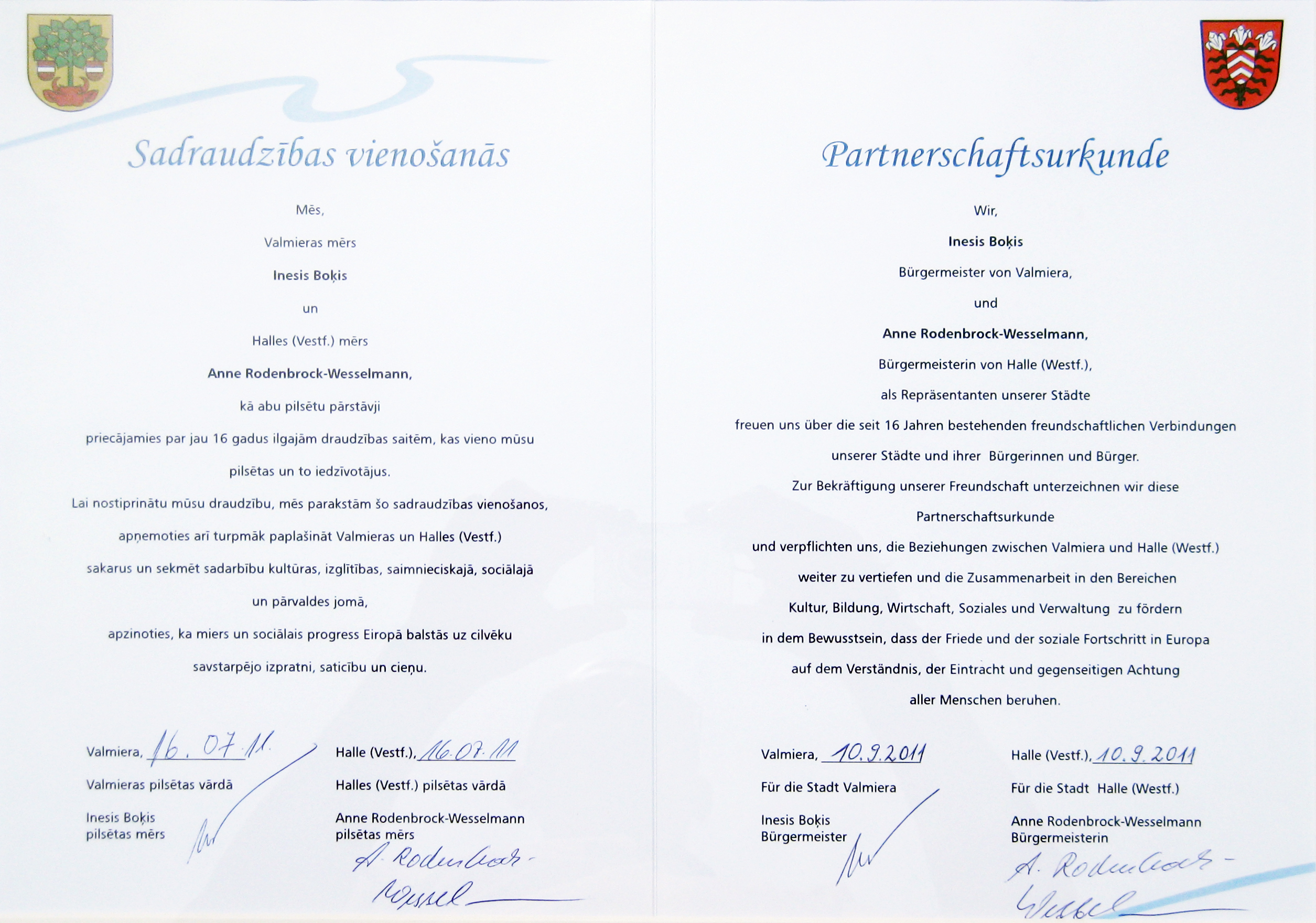
Beurkundung der Partnerschaft zwischen Halle und Valmiera am 16. Juli und 10. September 2011

## Kultur und Sehenswürdigkeiten

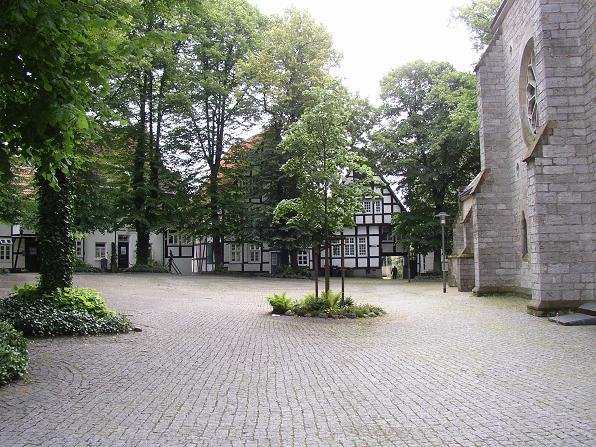
Im Haller Herz, Blick Richtung Osten
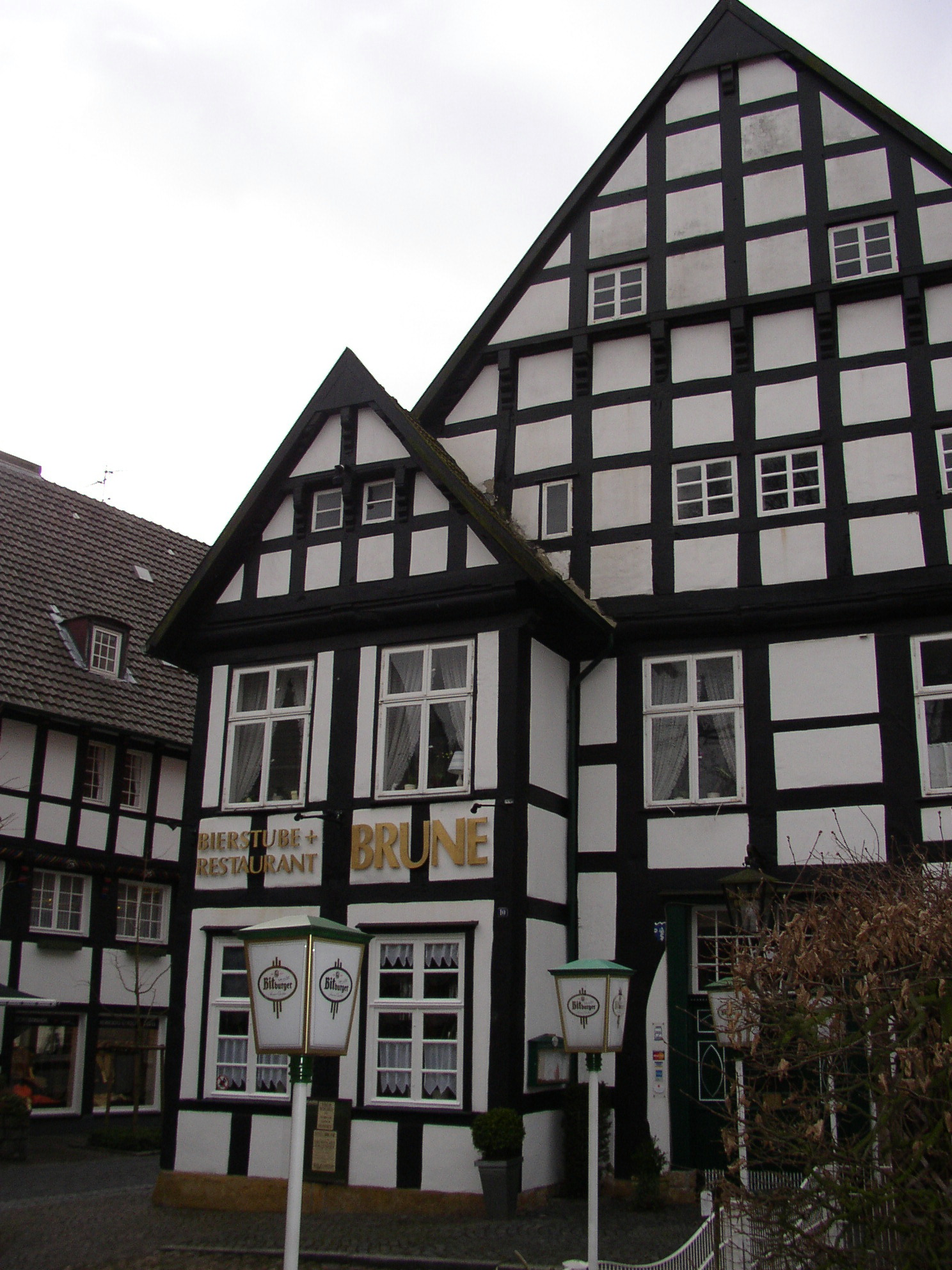
Bahnhofstraße 10 mit Utlucht
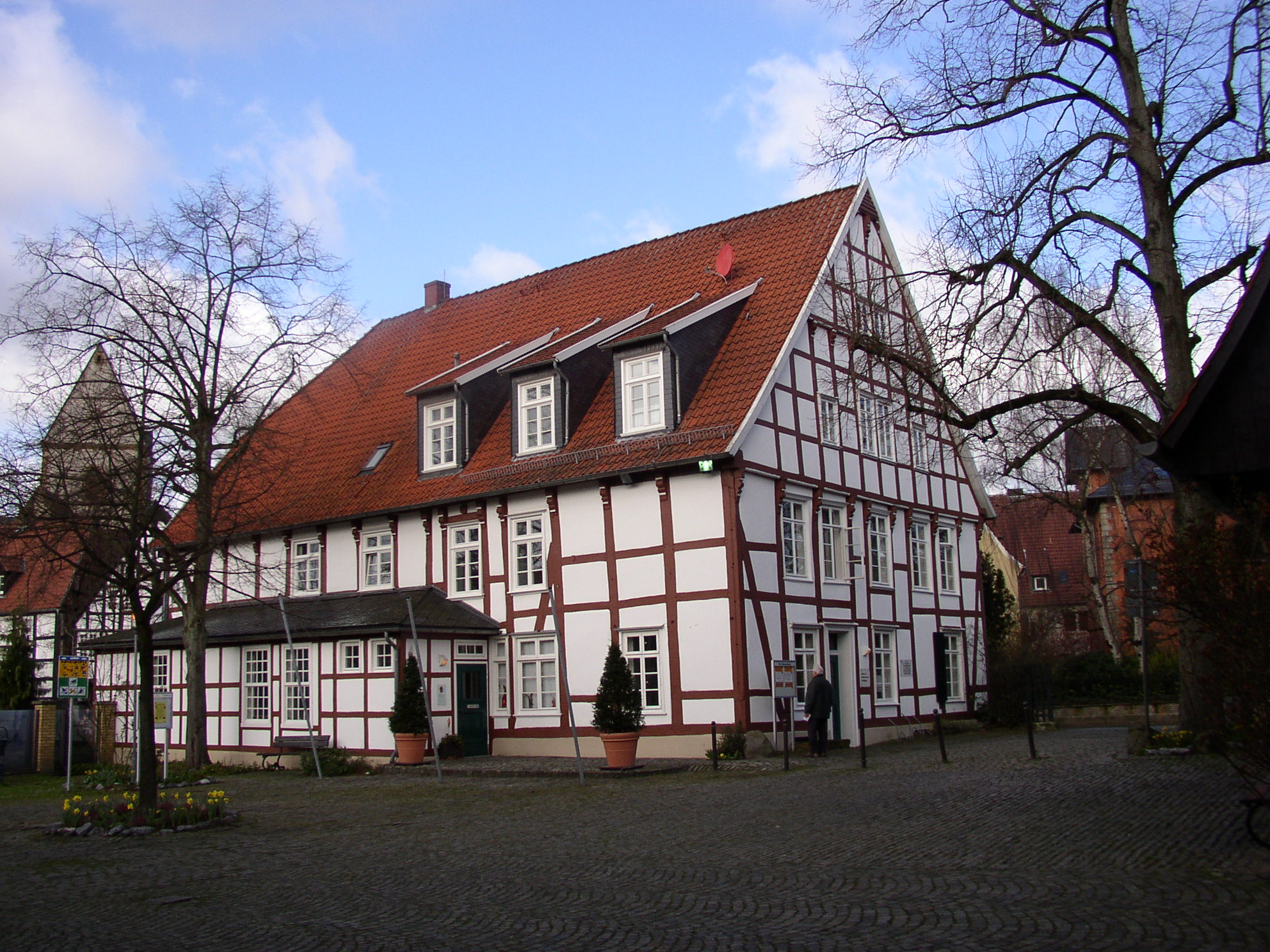
Kiskerhaus
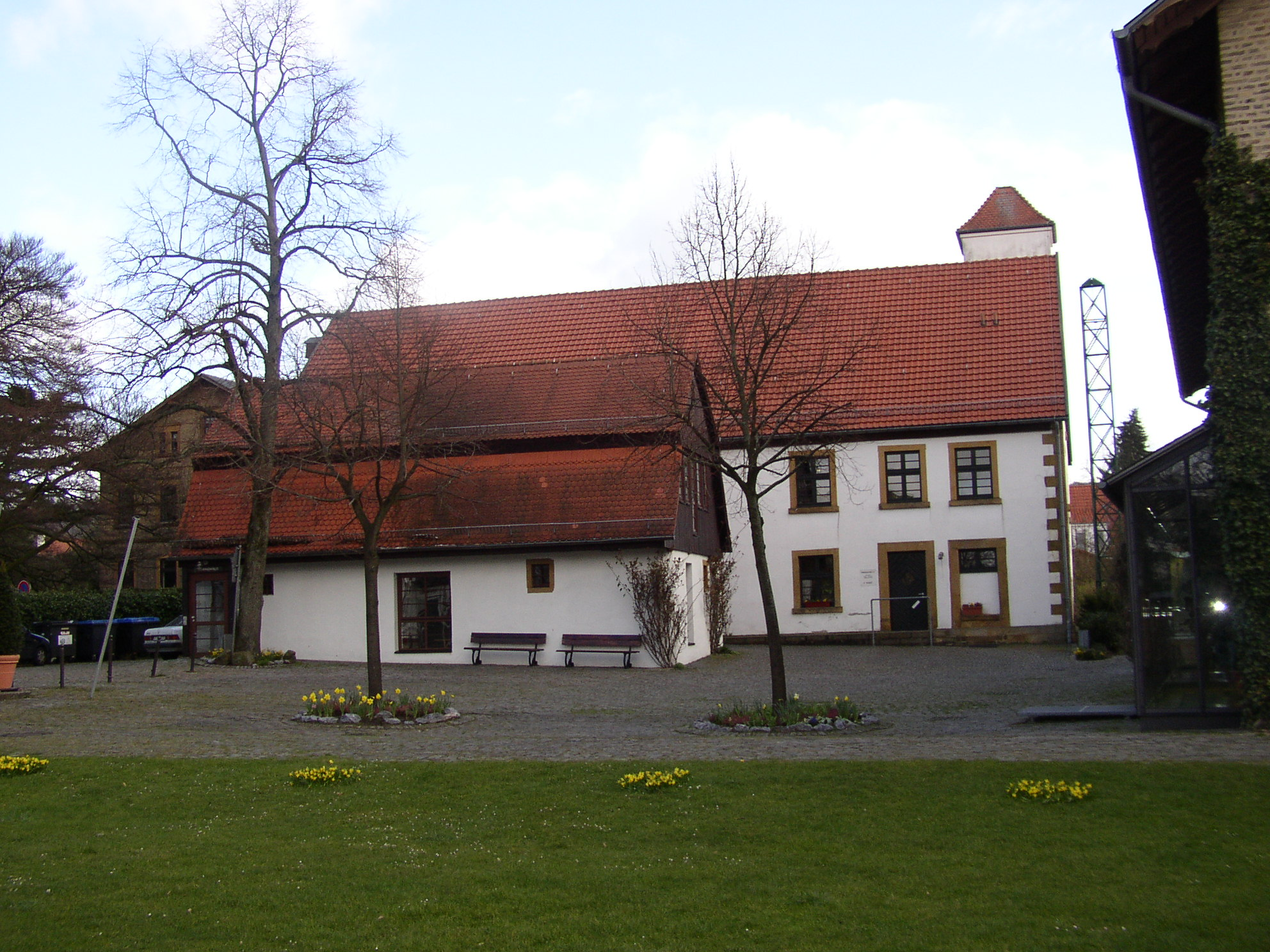
Schinkenhaus (im Vordergrund) und Destille
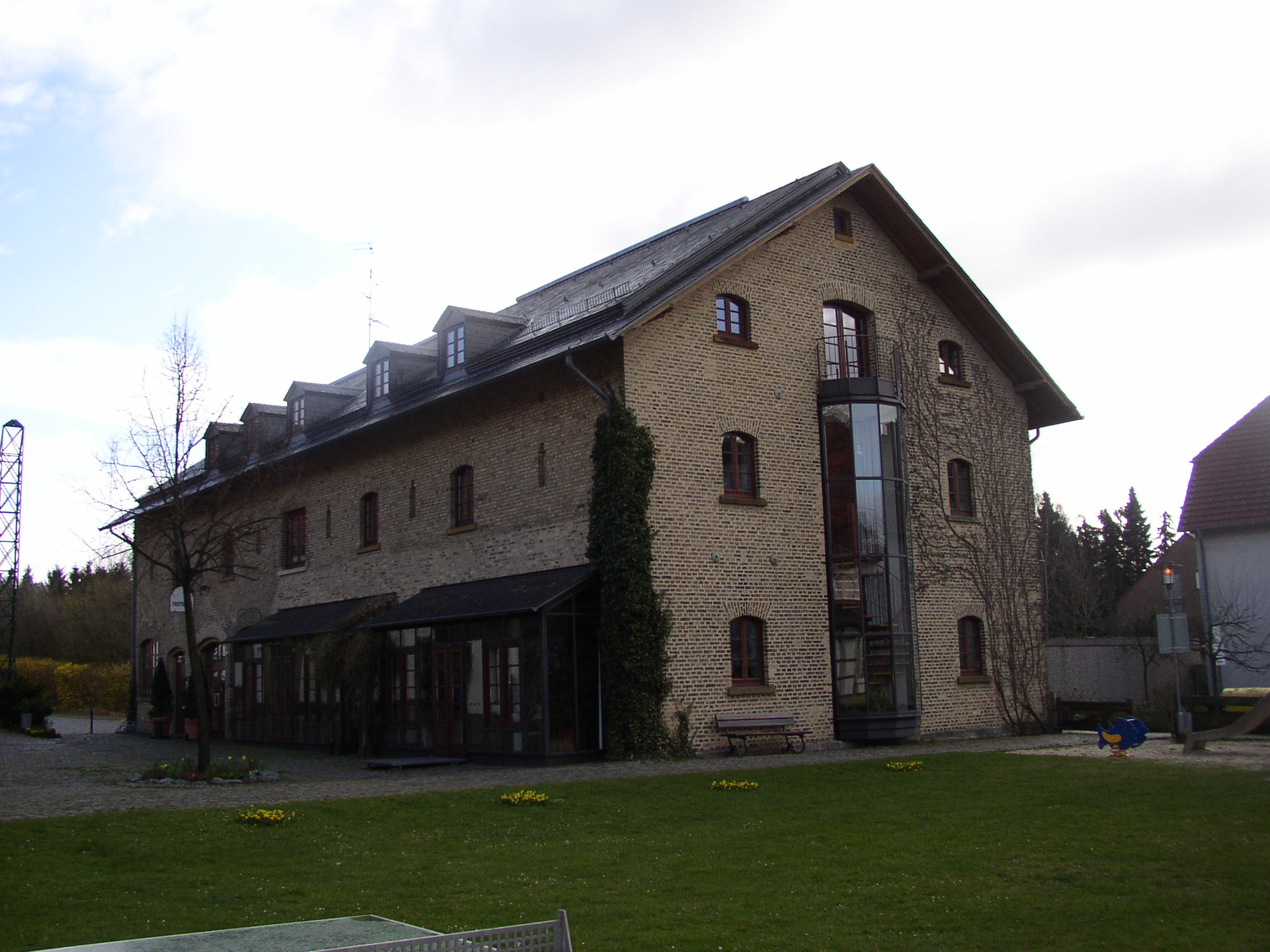
Bürgerzentrum Remise
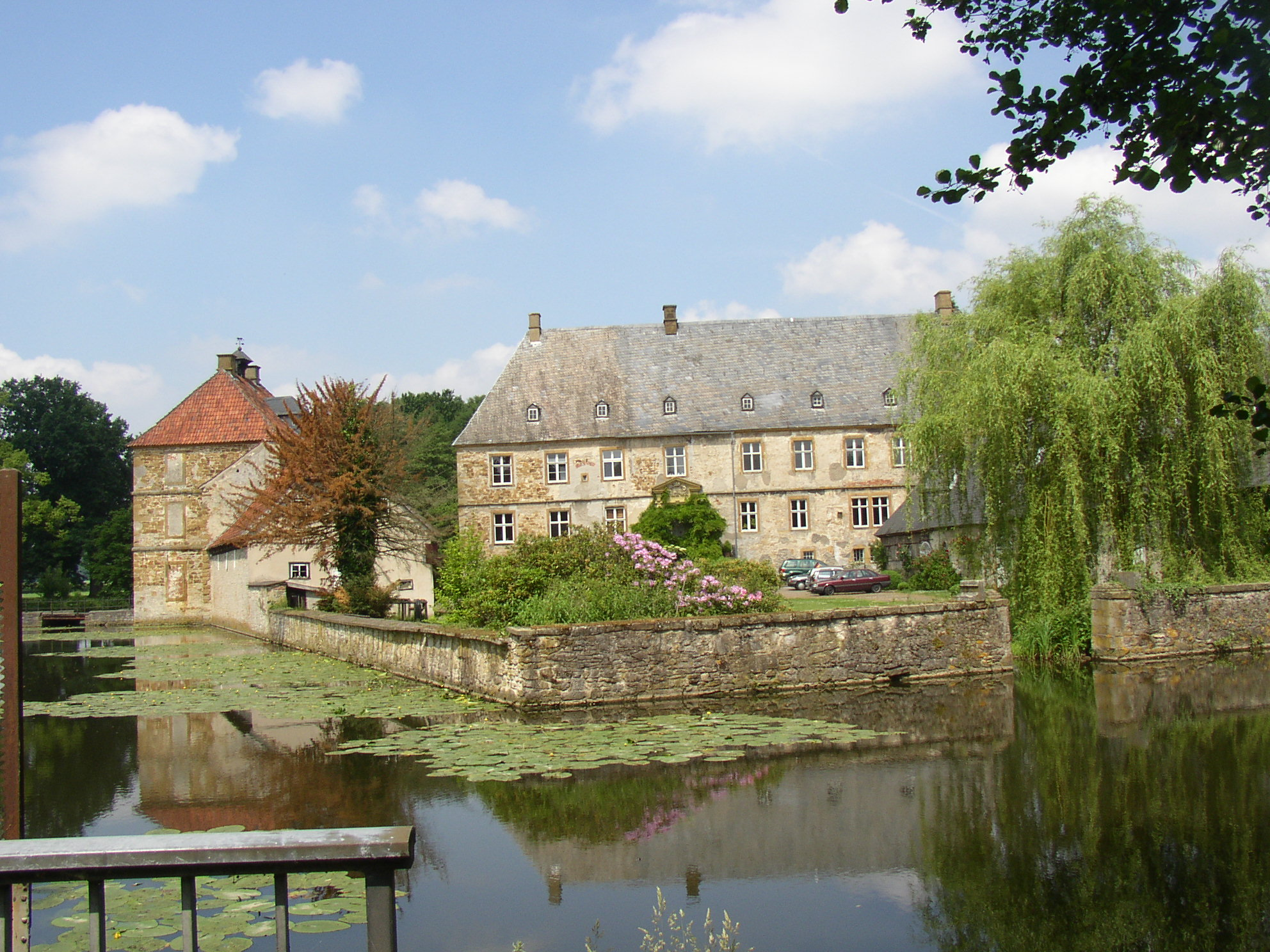
Wasserschloss Tatenhausen
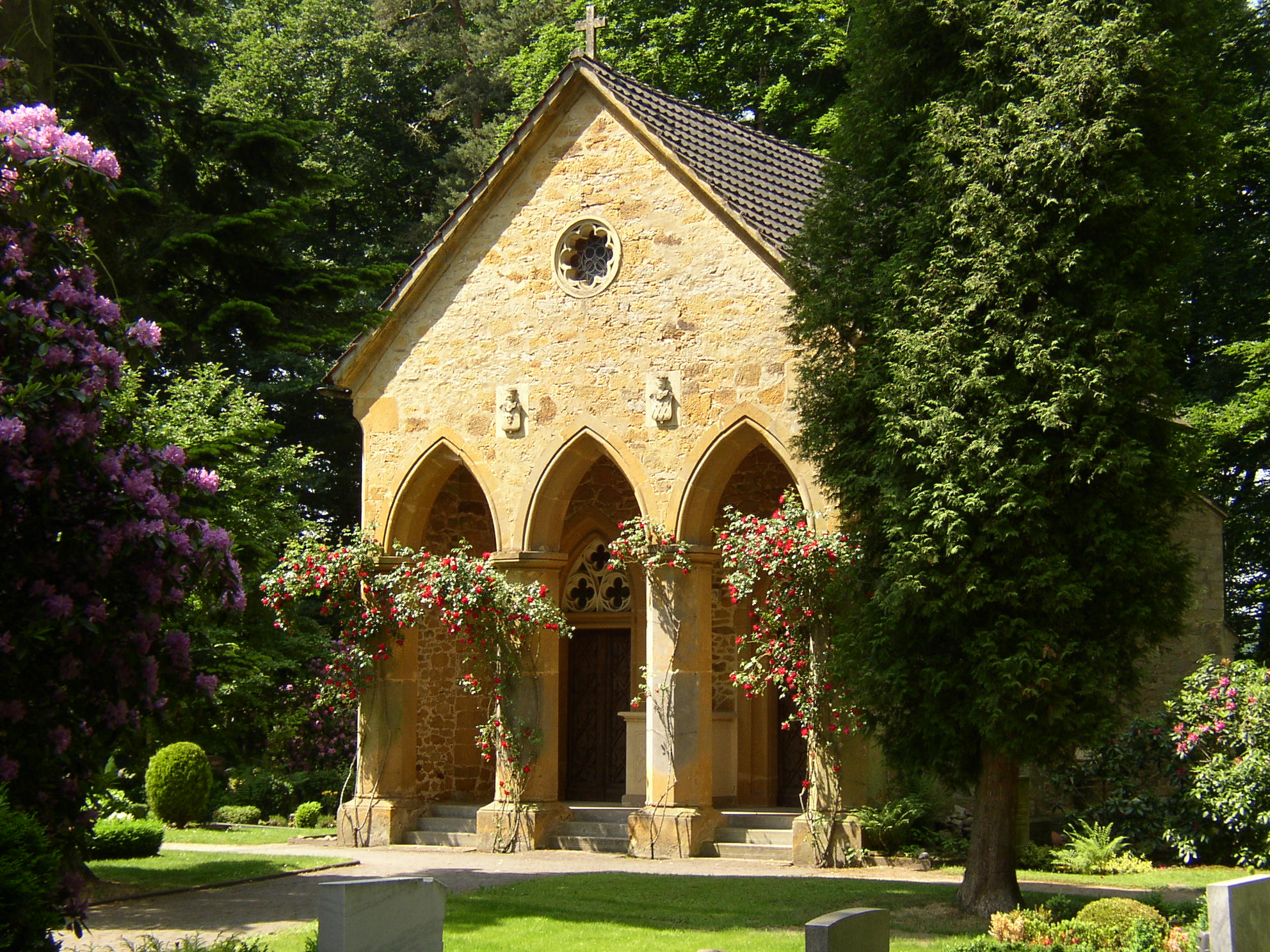
Mausoleum der Kirche Stockkämpen

### Museen
In Halle findet sich das Museum für Kindheits- und Jugendwerke bedeutender Künstler. Es ist das einzige Museum weltweit mit diesem Schwerpunktthema. Im Mittelpunkt der Museumsarbeit stehen insbesondere die Jugendmalereien von Künstlern wie Paul und Felix Klee, August Macke, Ernst Ludwig Kirchner und Pablo Picasso.
Im Kiskerhaus finden in der Galerie der Remise regelmäßig Einzel- oder Gruppenausstellungen mit Regionalbezug und mit dem Schwerpunkt Bildende Kunst statt. Es werden zeitgenössische Grafiken, Bildhauerarbeiten, Acryl-, Öl- und Aquarellmalereien und Fotoarbeiten gezeigt.
In der 1912 errichteten Alten Lederfabrik Güttgemanns haben mehr als 15 lokale Künstler und Kunsthandwerker ihr Domizil. Gemeinsame Ausstellungen und Präsentationen werden regelmäßig organisiert.
Auf dem Grundstück Gartenstraße 4 wohnte langjährig der Künstler Sigmund Strecker. In den Kolonnaden und im Wohnhaus werden Replikate und einige Originale gezeigt.
Im Ortsteil Hörste befindet sich in der alten Dorfschule die Heimatstube Hörste, die Gerätschaften des bäuerlichen Handwerks, historische Haushaltsgeräte, eine Sammlung von Ravensberger Münzen, sowie Exponate zur Leinenherstellung und -verarbeitung zeigt.
Das Museum Haller ZeitRäume, das die Bürger zum Mitmachen bei der Sammlung zeitgeschichtlich wertvoller Exponate einlädt, ist als zunächst ausschließlich virtuelles Museum in seiner Art in Westfalen einmalig.

### Musik
In Halle finden im Februar die überregional bekannten „Haller Bachtage“ statt. Innerhalb von zwei Wochen werden Chor- und Orchesterkonzerte, Kammer- und Orgelkonzerte veranstaltet. Neben dem Haller Bach-Chor werden häufig auch internationale Klassikstars wie zum Beispiel Peter Schreier, Thomas Quasthoff oder Petr Eben verpflichtet.
Seit 2003 findet jährlich das Rhythm'n'Blues Festival mit internationalen Künstlern im Gerry Weber Event Center statt.

### Bauwerke

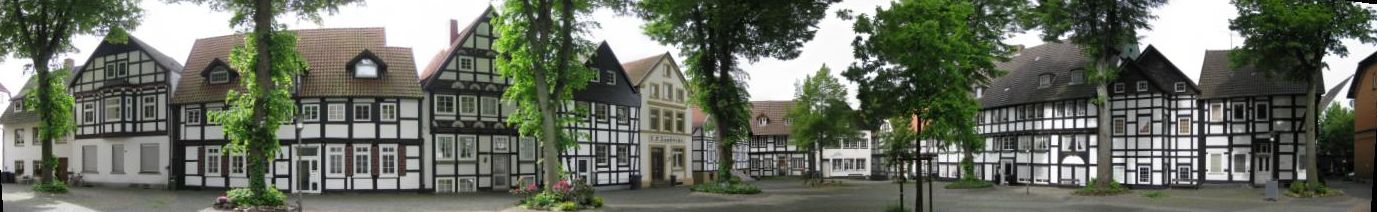
Der südliche Teil der Kirchringbebauung

#### Innerorts
Die evangelische St. Johanniskirche liegt inmitten des baumbestandenen, von Fachwerkbauten gesäumten Kirchplatzes. Der ursprünglich einschiffige Gewölbebau aus der Mitte des 13. Jahrhunderts mit quadratischem Chor und Westturm wurde im 15. Jahrhundert um das südliche Seitenschiff ergänzt. Der nördliche Anbau stammt von 1886. Im Inneren blieben Reste der Barockausstattung erhalten, darunter die Kanzel aus Sandstein von 1716, sowie auch der frühgotischen Ausmalung, wie Dekorationen mit Lilienmotiven. Im nördlichen Seitenschiff findet sich eine Emporenbrüstung von 1661. Im Jahr 1992 erhielt die Kirche eine neue Orgel. Bis 1828 war der Kirchplatz der wichtigste Haller Friedhof.
Bis heute blieb im Ortskern eine größere Zahl von Fachwerkbauten erhalten. Die Kirchringbebauung, „Haller Herz“ genannt, ist von einer eindrucksvollen Geschlossenheit, für die es in der weiteren Umgebung nur noch wenige Vergleichsbeispiele gibt (vgl. Delbrück, Gütersloh). Der älteste Bau ist Kirchplatz Nr. 3, der dendrochronologisch auf das Jahr 1512 datiert wurde. Kirchplatz Nr. 11 verfügt über eine mit Fächerrosetten beschnitzte Fassade, die nach dem Abbruch des ursprünglichen Gebäudes einem Neubau vorgeblendet wurde. In der nahegelegenen Bahnhofstraße befinden sich weitere ansehnliche Fachwerkbauten. Besonders stattlich ist das Haus Nr. 10 aus dem 17. Jahrhundert mit straßenseitiger Utlucht, das bis ins frühe 19. Jahrhundert das Landratsamt beherbergte.
Das Kiskerhaus, heute Volkshochschule, ist das Stammhaus der Kisker-Brennereien und besteht aus einem älteren Kernbau von 1692, der 1712 erweitert wurde. Es diente als Wohnhaus und Kontor. Zum Gebäudekomplex auf dem gleichen Gelände gehört weiterhin das Schinkenhaus, ein verputztes Massivhaus mit Mansarddach, bei dem der Nordwestgiebel in Fachwerk ausgeführt ist. Zum Gelände gehören auch die Destille, die zu Anfang des 19. Jahrhunderts errichtet wurde und in der heute noch die alte Destillieranlage im Keller zu sehen ist, sowie die Remise, die um 1880 erbaut wurde und als Lager und Werkstattschuppen diente.
Die katholische Herz-Jesu-Kirche wurde am 14. November 1909 eingeweiht. Ihr Bau war von Gräfin Julia Korff-Schmising-Kerßenbrock gestiftet worden.
Vor dem Altbau des Amtsgerichtes Halle (Westf.) findet sich ein Kriegerdenkmal, das 1898 errichtet wurde. Seine Inschrift lautet: Ihren in den siegreichen Feldzügen 1866 und 1870/71 gefallenen Soehnen in Darkbarkeit; Die Kirchengemeinde Halle i./W. 1898.
Auf dem Ronchin-Platz befindet sich das Denkmal Haller Willem. Es erinnert an Wilhelm Stukemeyer, den letzten Pferdefuhrmann, der zwischen Halle und Bielefeld mit seinen Pferden Menschen und Güter transportierte, bevor 1886 die Bahnstrecke eröffnet wurde. Diese Bahnstrecke trägt Stukemeyer zu Ehren ebenfalls den Namen Haller Willem.

#### Außerorts

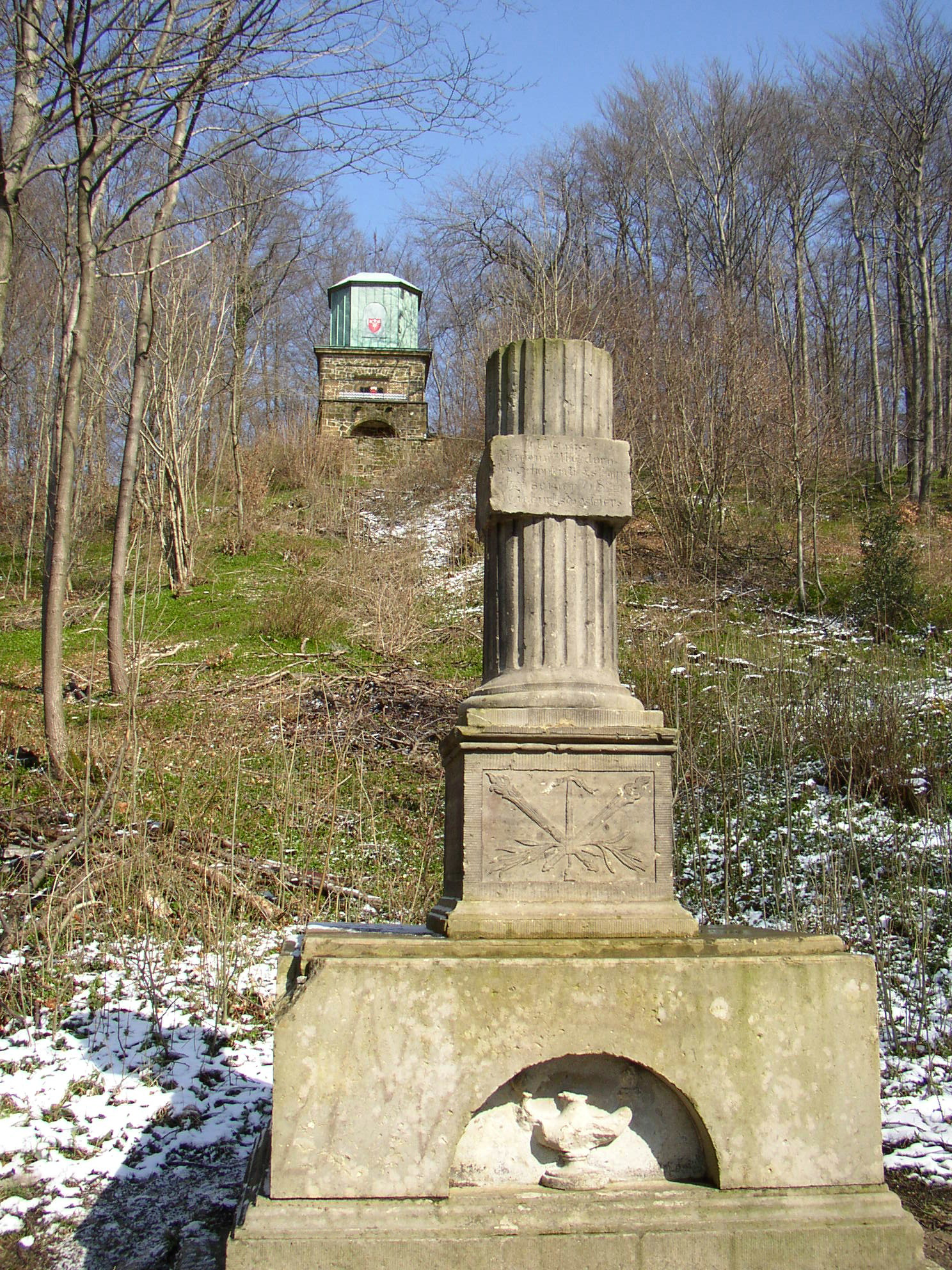
Kaffeemühle und Hagedorn-Denkmal am Südhang des NSG Knüll/Storkenberg

Das Wasserschloss Tatenhausen liegt im Tatenhauser Wald. Die heutige Anlage wurde 1540 im Stil der Weserrenaissance erbaut.
Die Kaffeemühle ist ein Bauwerk im Teutoburger Wald in Hanglage des Berges Knüll. Sie wurde als Teil einer größeren Gartenanlage (Bergkamps-Besitzung), die 1791 begonnen wurde, erbaut von Hermann Hagedorn, einem Bremer Kaufmann, dessen Vater in Halle wohnte. Sie befindet sich seit 1904 im Wege einer Schenkung der Familien Julius und Florenz Kisker im Besitz der Stadt Halle. Von hier aus bieten sich Ausblicke auf die Stadt sowie in das weitere Umland in Richtung Süden. Der Name des Bauwerks leitet sich aus der großen Ähnlichkeit zu einer Kaffeemühle her.
Etwas unterhalb der Kaffeemühle befindet sich das Hagedorn-Denkmal, errichtet zu Ehren von Hermann Hagedorn anlässlich seines 68. Geburtstags. Durch das Eintreten des Sonderpädagogikpioniers Heinrich Strakerjahn konnte es, als die NSDAP es 1938 zerstören wollte, erhalten werden.
An mehreren Stellen im Hanggebiet des Teutoburger Waldes finden sich umfasste Waldgräber, so zum Beispiel das Grab von Frederike Delius, einer Schwiegertochter von Hermann Hagedorn und das Waldgrab der Familie Kisker.
Ebenfalls in Hanglage des Teutoburger Waldes befindet sich ein Walther-von-der-Vogelweide-Denkmal. Der Bau wurde Ende der 1920er-Jahre vom Männergesangsverein Ravensberg angeregt, obwohl schon damals davon ausgegangen werden musste, dass er sich nie in der Region aufgehalten hatte. Der Männergesangsverein wollte durch den Bau seine große Verbundenheit zu Walther von der Vogelweide ausdrücken. Das Denkmal wurde 1930 zu seinem 700. Todesjahr enthüllt. Seitdem veranstaltet der Männergesangsverein am Denkmal sein traditionelles Pfingstsingen. Die Inschrift des Denkmals, das eine Station auf dem Kulturpfad Teutoburger Wald Laibachweg ist, lautet:

„Grüß Gott mit hellem Klang / Heil deutschem Wort und Sang; Zur Erinnerung an das 700. Todesjahr Walther’s von der Vogelweide / Halle (Westf.) den 29. Juni 1930 / Männer-Gesang-Verein Ravensberg / ‚Walther von der Vogelweide, wer sein vergäße, tät mir leide!‘“

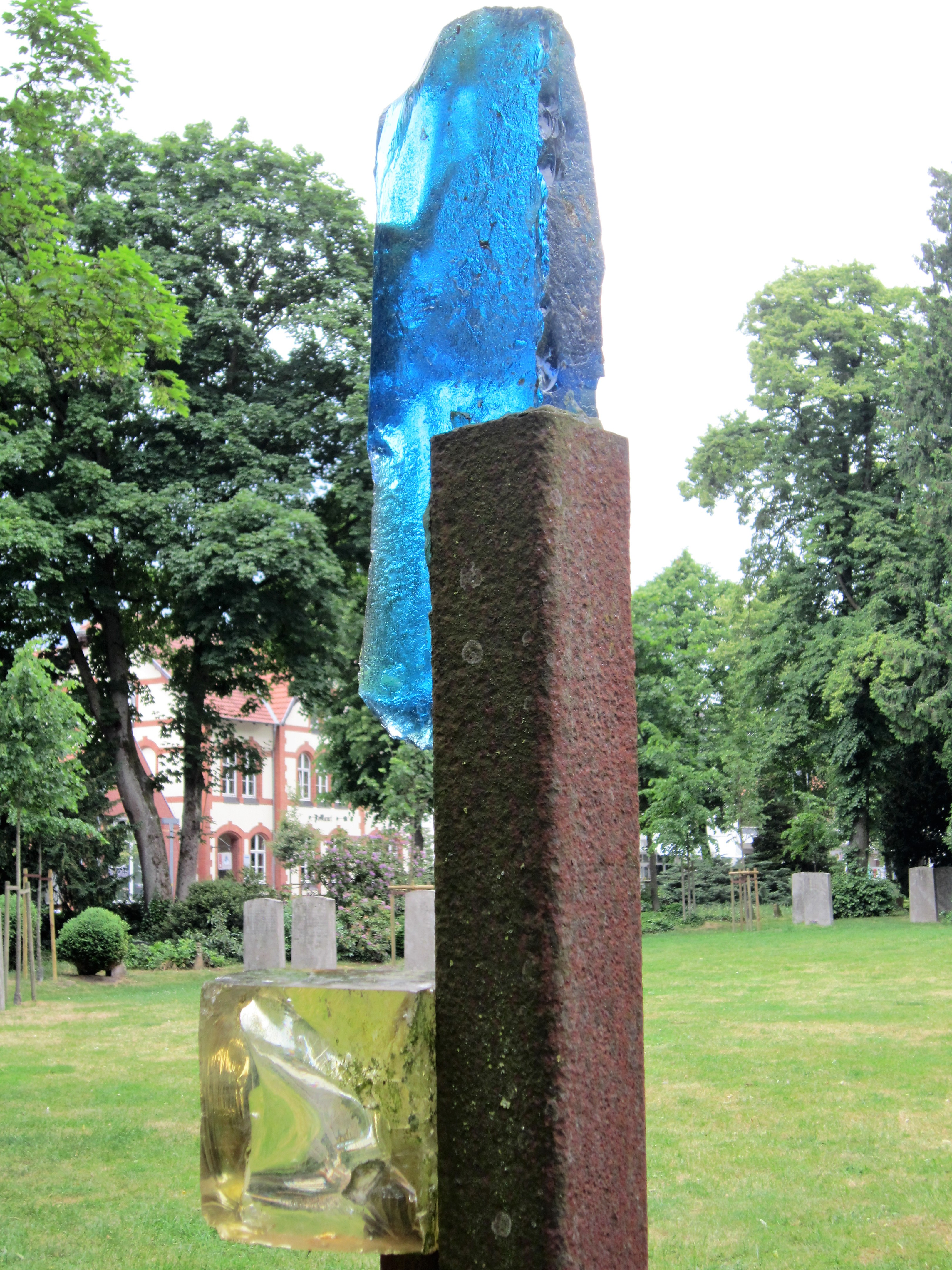
Skulptur Exodus von Ulf Strippelmann im Skulpturenpark Alter Friedhof

Auf einem markierten Rundweg, der mit einer Informationstafel über die Bergbaugeschichte Halles beginnt, wird der Wanderer an alten Stollen sowie dem Zechenhaus vorbeigeführt.
Im Süden von Halle befindet sich als Teil des Kulturpfades Lindenweg das Sühnekreuz (auch Schäferstein genannt), um das sich eine Sage rankt. Der Legende nach arbeitete ein Schäfer den ursprünglich an der Stelle befindlichen Findling zu einem Kreuz um, nachdem sich seine beiden Söhne beim Kampf um eine Frau gegenseitig getötet hatten. Der Vater hatte dies vorausgesehen und seine Söhne vergeblich gewarnt.

### Parks
Auf dem Gebiet der Stadt Halle gibt es mehrere Parks. Öffentlich zugänglich ist der Park in Stockkämpen im Ortsteil Hörste. Parkähnlich angelegt ist auch der Friedhof I in der Nähe des Bahnhofs Halle (Westf.), der in der Bevölkerung als Bürgerpark bezeichnet wird. Seit 2004, als die erste Skulptur dort dauerhaft aufgestellt wurde, verwandelt sich der Friedhof I zusehends in einen Skulpturenpark. Ebenfalls als Park genutzt wird das im Winter 2008/2009 neugestaltete Naturdenkmal am Laibach. Seit der Erweiterung im Frühjahr 2011 bezeichnet die Stadt die Fläche als „Laibachpark“.
Nicht öffentlich zugänglich ist der Park am Wasserschloss Tatenhausen im Ortsteil Hörste.
Das Stadtgebiet ist Teil des Naturparks TERRA.vita, ehemals Naturpark Nördlicher Teutoburger Wald-Wiehengebirge.

### Naturschutzgebiete und Naturdenkmäler
In Bezug auf Naturschutzgebiete hat Halle eine in mehrerlei Hinsicht besondere Stellung im Kreis Gütersloh, denn es beheimatet mit sieben ausgewiesenen Naturschutzgebieten sowohl die von der Anzahl her meisten aller Städte und Gemeinden im Kreis als auch das flächenmäßig größte. Die Gesamtfläche der Naturschutzgebiete ist mit 939,2 ha absolut und auch prozentual mit etwa 13,6 % bezogen auf die Stadtfläche die größte des Kreises.
Die Feuchtwiesen Hörste sind mit 531 ha das flächenmäßig größte Naturschutzgebiet im Kreis und ein FFH-Gebiet. Der Tatenhauser Wald ist auf 177 ha ebenfalls durch die FFH-Richtlinie geschützt. In ihm leben seltene Fledermausarten wie die Bechsteinfledermaus, das Große Mausohr und die Teichfledermaus. Der Laibach ist außerdem Lebensraum für den Eisvogel. Das Schutzgebiet ist das einzige nachgewiesene Vorkommen des Heldbocks. Typische Biotoparten sind Buchen- und Eichenmischwälder mit hohen Altholzanteilen und Erlen-Eschen-Auenwälder.
Das Naturschutzgebiet Gartnischberg befindet sich im Teutoburger Wald und hat eine Größe von 107,7 ha. Dort befindet sich eine in Westfalen einmalige Waldgrabanlage. Das Naturschutzgebiet Knüll – Storkenberg befindet sich ebenfalls im Teutoburger Wald und hat eine Größe von 78,9 ha. Auch dort befinden sich einige Waldgräber. Auch das Naturschutzgebiet Großer Berg – Hellberg mit einer Größe von 66,5 ha befindet sich im Teutoburger Wald. Das Naturschutzgebiet Barrelpäule hat eine Größe von 41 ha. Es ist, zusammen mit den Naturschutzgebieten Kipshagener Teiche und Furlbachtal, die in der Stadt Schloß Holte-Stukenbrock liegen, am 19. Juli 1937 ausgewiesen worden, und damit unter den ältesten Naturschutzgebieten des Kreises. Auch die Barrelpäule steht unter dem Schutz der FFH-Richtlinie. Das aktuell jüngste Naturschutzgebiet in Halle ist das Gebiet der Hesselner Berge, eine Waldfläche mit rund 33 ha Größe. Der nach seiner Auflassung zum Naturschutzgebiet erklärte Steinbruch Schneiker hat eine Größe von lediglich 2,1 ha und ist damit das zweitkleinste Naturschutzgebiet des Kreises. Er beherbergt mehrere im Bestand bedrohte Schwanzlurcharten. Darüber hinaus hat Halle einen Flächenanteil am Naturschutzgebiet Ravensberg – Barenberg, dessen Hauptteil auf dem Gebiet der Stadt Borgholzhausen liegt, und am Naturschutzgebiet Feuchtwiese Vennheide, dessen Hauptgebiet im Steinhagener Ortsteil Brockhagen liegt.
Im Stadtgebiet gibt es acht ausgewiesene Naturdenkmäler. Dies sind die Parklandschaft am Schloss Tatenhausen (ʘ), ein von einer Eichengruppe umgebener Quellteich des Laibachs (ʘ) und sechs Einzelbäume bzw. Baumgruppen (ʘ, ʘ, ʘ, ʘ, ʘ und ʘ). Der überwiegende Teil der Naturdenkmäler ist von den Haller Radrundwegen erschlossen.

### Sport

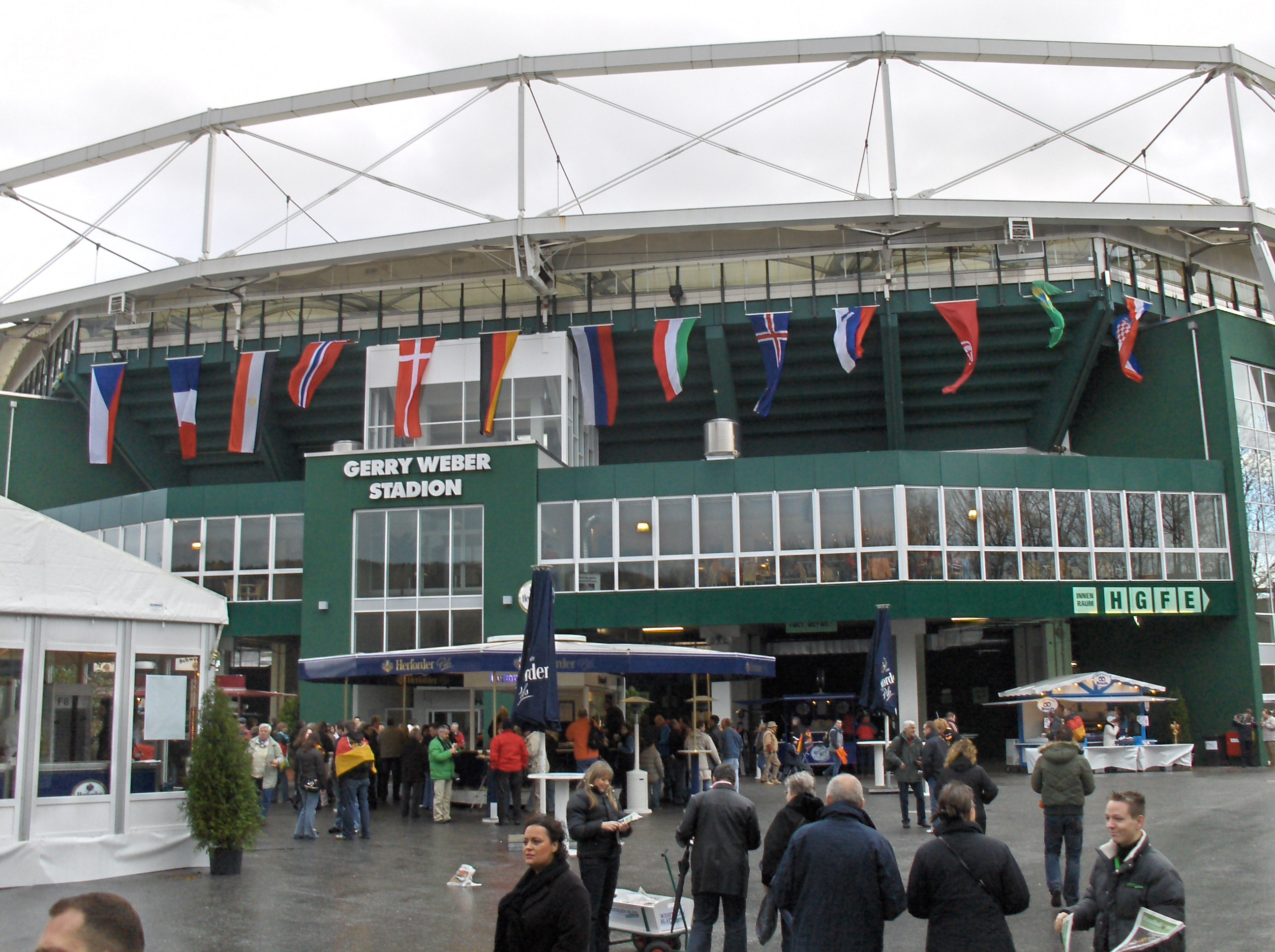
Die OWL-Arena

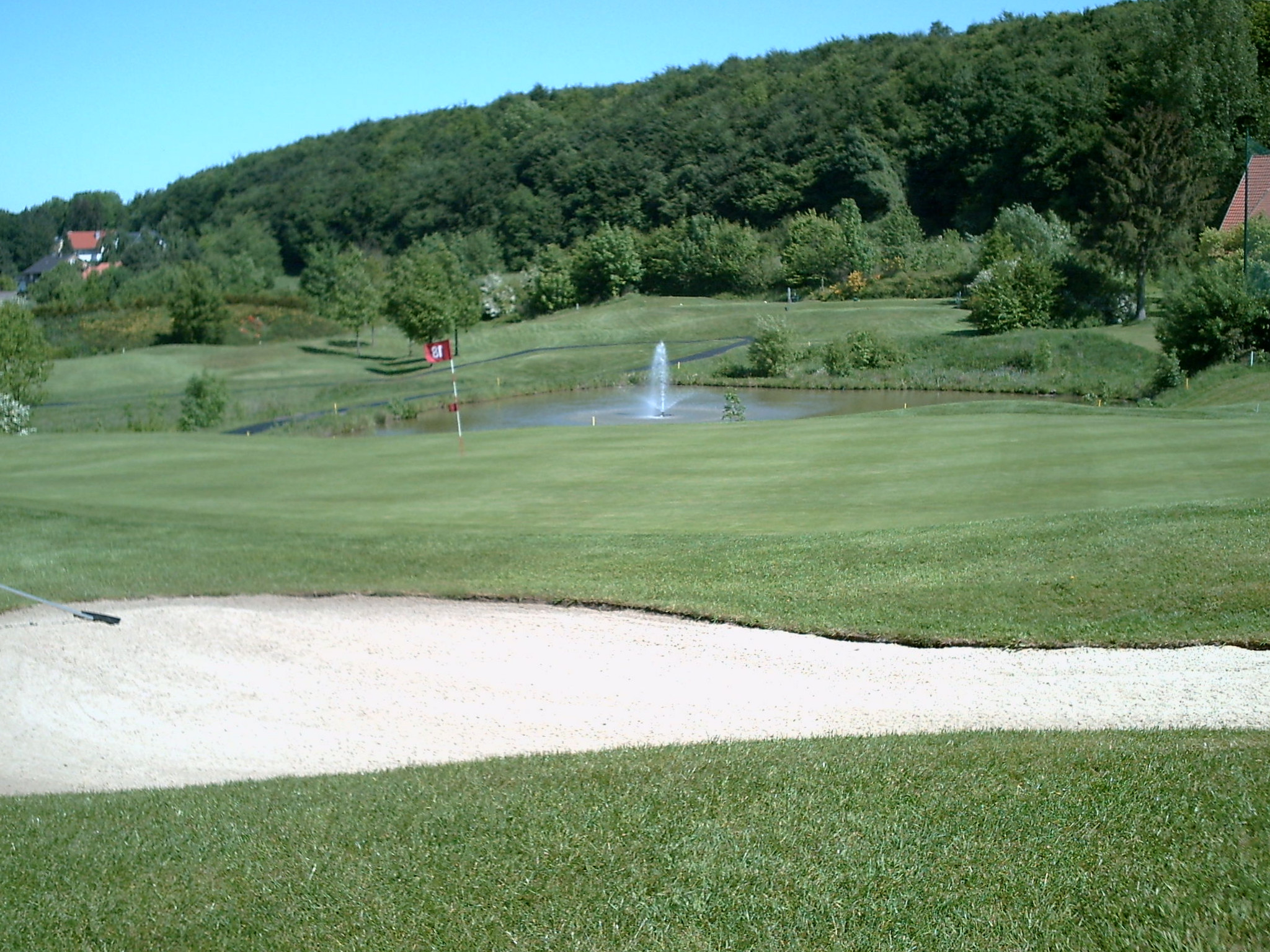
Anlage des Golfclub Teutoburger Wald, Loch 18

Halle ist jedes Jahr im Juni Austragungsort eines Tennisturniers der ATP Tour. Tennisprofis nutzen das ATP Halle zur Vorbereitung auf Wimbledon. 2007 war die OWL Arena, damals noch unter dem Namen Gerry-Weber-Stadion, Spielort der Handball-Weltmeisterschaft der Herren 2007. Die Arena ist nach dem Heidewaldstadion in Gütersloh das zweitgrößte Stadion des Kreises Gütersloh.
Die Herren des TC Blau-Weiss Halle wurden 1995, 2006, 2014, 2015 und 2017 Deutscher Mannschaftsmeister im Tennis.
Vor allem der Handballsport ist in der gesamten Region stark vertreten. So spielte beispielsweise die 1. Damenmannschaft der HSG Union 92 Halle von 2010 bis 2016 in der 3. Liga des Deutschen Handballbundes. Die HSG Union 92 Halle wurde 1992 aus den Handballabteilungen der Vereine SC Halle, TV Deutsche Eiche Künsebeck und TSG Kölkebeck-Bokel gegründet und wuchs in den letzten Jahren dank eines regelrechten Handball-Booms stetig an.
Für die Wassersportler bietet die Stadt mit dem Canadier-Sportclub, dem 1. Haller Sportfischerverein sowie dem Schwimmverein Halle (Westf.) verschiedene Alternativen. Der Golf Club Teutoburger Wald verfügt über eine 31-Loch-Golfanlage, davon vier Übungsbahnen. Die drei Schachklubs Schachklub Halle 1946 Schachverein Künsebeck 1948 und Schachklub Karpovs Enkel laden die Bürger zum Spielen ein.
Weitere Sportvereine der Stadt sind z. B. der CVJM-Leichtathletik-Club, der Reit- und Fahrverein Halle, der Automobilclub Halle (Westf.) oder auch der Squashclub 1. Ravensberger SC. Außerdem sind zwei Karatevereine Karate Dojo Halle und Karate Dojo Mushin Halle von 1991, die Modellfluggruppe Halle (Westf.) sowie der Volkstanzkreis Halle in der Stadt vorhanden. Darüber hinaus bieten diverse Fußball-, Tennis- und Turnvereine den Bürgern sportliche Alternativen.

### Regelmäßige Veranstaltungen

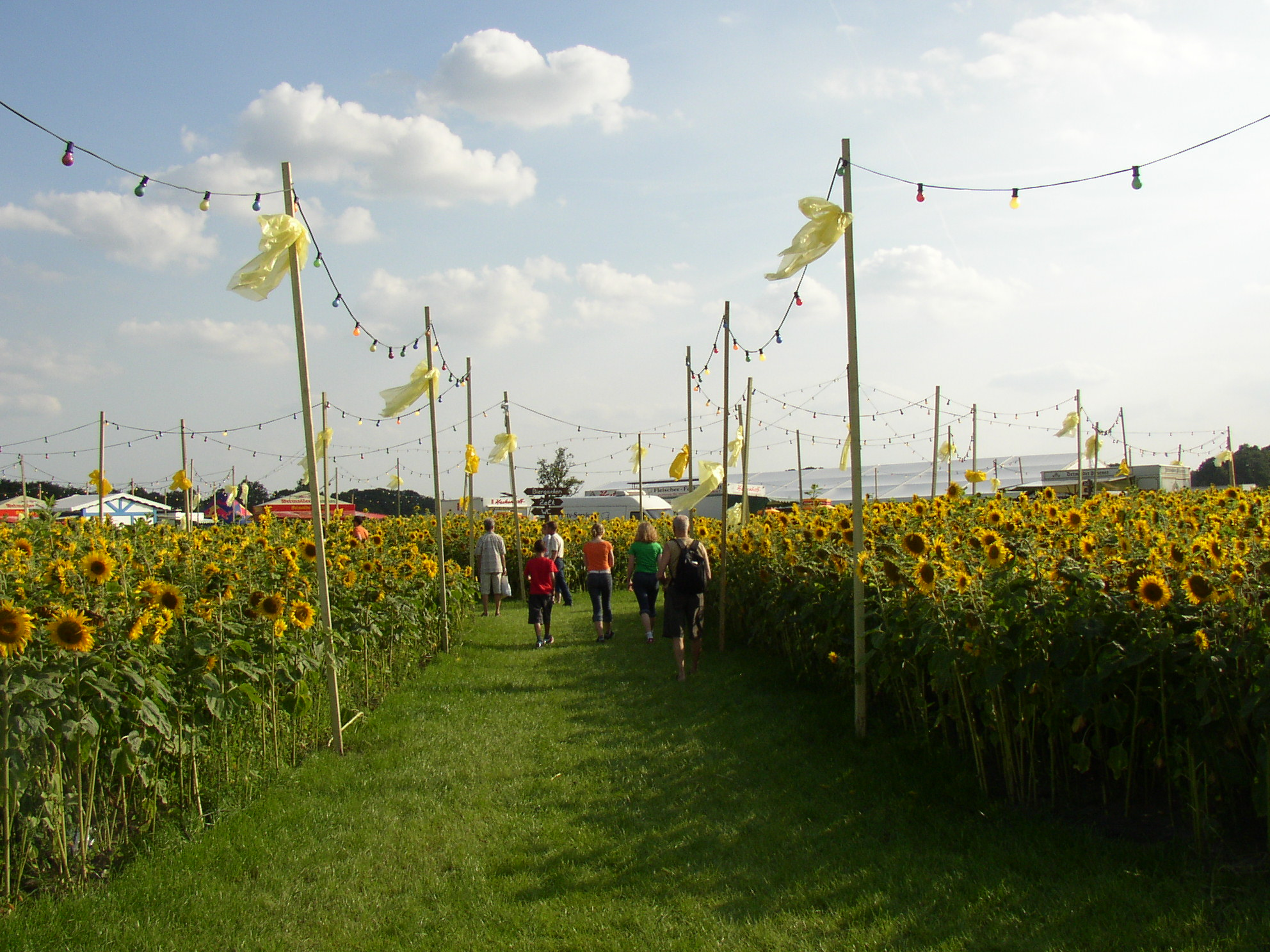
Vor der Party im gelben See

Neben dem ATP-Tennisturnier von Halle (offiziell Terra Wortmann Open) in der OWL-Arena und den Bachtagen gibt es weitere jährlich stattfindende Veranstaltungen. Dies sind jeweils an Christi Himmelfahrt das Stadtfest Haller Willem, eine Kirmes rund um die Kirche im Ortsteil Hörste, der sogenannte Hörster Bummel, das Volksfest Hemdsärmelball im August, der Nikolausmarkt, der jeweils am ersten Adventssonntag im Haller Herz veranstaltet wird und der Christkindlmarkt in Hörste, jeweils am dritten Advent. Weiterhin gibt es, ebenfalls im jährlichen Turnus, die Gewerbeschau Gartnisch, eine Endverbraucherschau des lokalen Gewerbes. Mit der Baumesse Halle/Westfalen findet jährlich eine weitere Publikumsmesse in und an der OWL-Arena statt. Mit einer Unterbrechung im Jahr 2008 fand bis 2010 jährlich die Party im gelben See statt, ein Volksfest, das auf einem Acker mit blühenden Sonnenblumen stattfand, die eigens zu diesem Anlass gesät wurden.
Ein Markt findet wöchentlich dienstags (nachmittags) und freitags (vormittags) in der Fußgängerzone von Halle statt.

### Kulinarische Spezialitäten
Die Süßwaren von August Storck, wie zum Beispiel Werther’s Original und Toffifee, werden weltweit vertrieben, überregional bekannt sind die in Halle produzierten Spirituosen der Kisker-Brennereien.

## Infrastruktur und Wirtschaft

### Verkehr

#### Straßenverkehr
Halle ist über die Bundesautobahn 33 an das Fernstraßennetz angebunden. Eine an einer Engstelle in der Ortsdurchfahrt der Kernstadt im Jahr 2007 aufgestellte Luftmessstation wies nach, dass die zulässigen Grenzwerte für Feinstaub im Jahr 2008 sowohl nach kontinuierlicher als auch gravimetrischer Messmethode in 21 Fällen überschritten wurden. Dies war das elftschlechteste Ergebnis in Nordrhein-Westfalen und stand an 23. Stelle der schlechtesten Werte in Deutschland. Die durch Halle führende Bundesstraße 68 wurde nach der Eröffnung der parallel verlaufenden Autobahn A 33 im Jahr 2019 im Bereich der Stadt zur K 26 bzw. L 756 herabgestuft.

#### Schienen- und Busverkehr

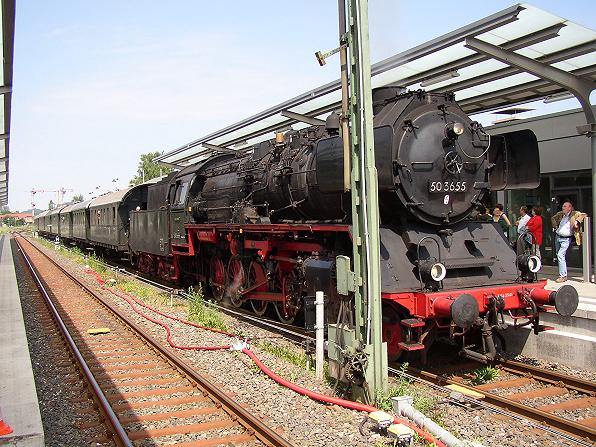
Bahnhof Halle (Westf) mit Sonderzug während des Stadtfestes Haller Willem im Mai 2003

Der Bahnhof „Halle (Westf)“ und die Haltepunkte „Künsebeck“, „Halle OWL-Arena“ und „Hesseln“ liegen an der Bahnstrecke Brackwede–Osnabrück, auf der die Regionalbahnlinie „Haller Willem“ RB 75 Bielefeld–Osnabrück im Stundentakt (zwischen Halle und Bielefeld teilweise halbstündlich) verkehrt. Eingesetzt werden von der NordWestBahn Talent-Dieseltriebwagen für Geschwindigkeiten bis zu 120 km/h. Die Bahnstrecke wurde 1886 eröffnet.
Im Straßenpersonennahverkehr verkehren Regiobusse nach Bielefeld, Gütersloh, Werther, Steinhagen, Brockhagen und Versmold. Wesentliche Teile des Verkehrs werden von der Go.on Gesellschaft für Bus- und Schienenverkehr geleistet. Für den gesamten öffentlichen Personennahverkehr galt der regionale Verbundtarif Westfalentarif und überregional der NRW-Tarif. In Richtung Osnabrück gibt es einen Übergangstarif zur dortigen Verkehrsgemeinschaft (VOS-Plus).
Das innerörtliche Angebot wird in Tagesrandzeiten und am Wochenende durch vier Taxibuslinien ergänzt.

#### Fuß- und Radverkehr
Halle liegt auf der Strecke des überregionalen Radfernweges BahnRadRoute Teuto-Senne, der von Osnabrück über Halle (Westf.) und Bielefeld nach Paderborn führt. Die etwa 500 km lange Wellness-Radroute Teutoburger Wald, die bis ins Jahr 2011 als Radrundweg ausgeführt war, führte ebenfalls durch Halle. Durch das Stadtgebiet führen außerdem in Kleeblattform vom Haller Bahnhof ausgehend vier Radrundwege à gut 20 km.
Halle hat eine kurze Fußgängerzone, in der jeweils freitags ein Wochenmarkt stattfindet. Wanderern bieten sich zwölf beschilderte Rundwanderwege.
Auf dem Kamm des Teutoburger Waldes, also an der nördlichen Gemeindegrenze, verläuft der Hermannsweg, der als Wanderweg Rheine mit dem lippischen Velmerstot verbindet.

### Öffentliche Einrichtungen

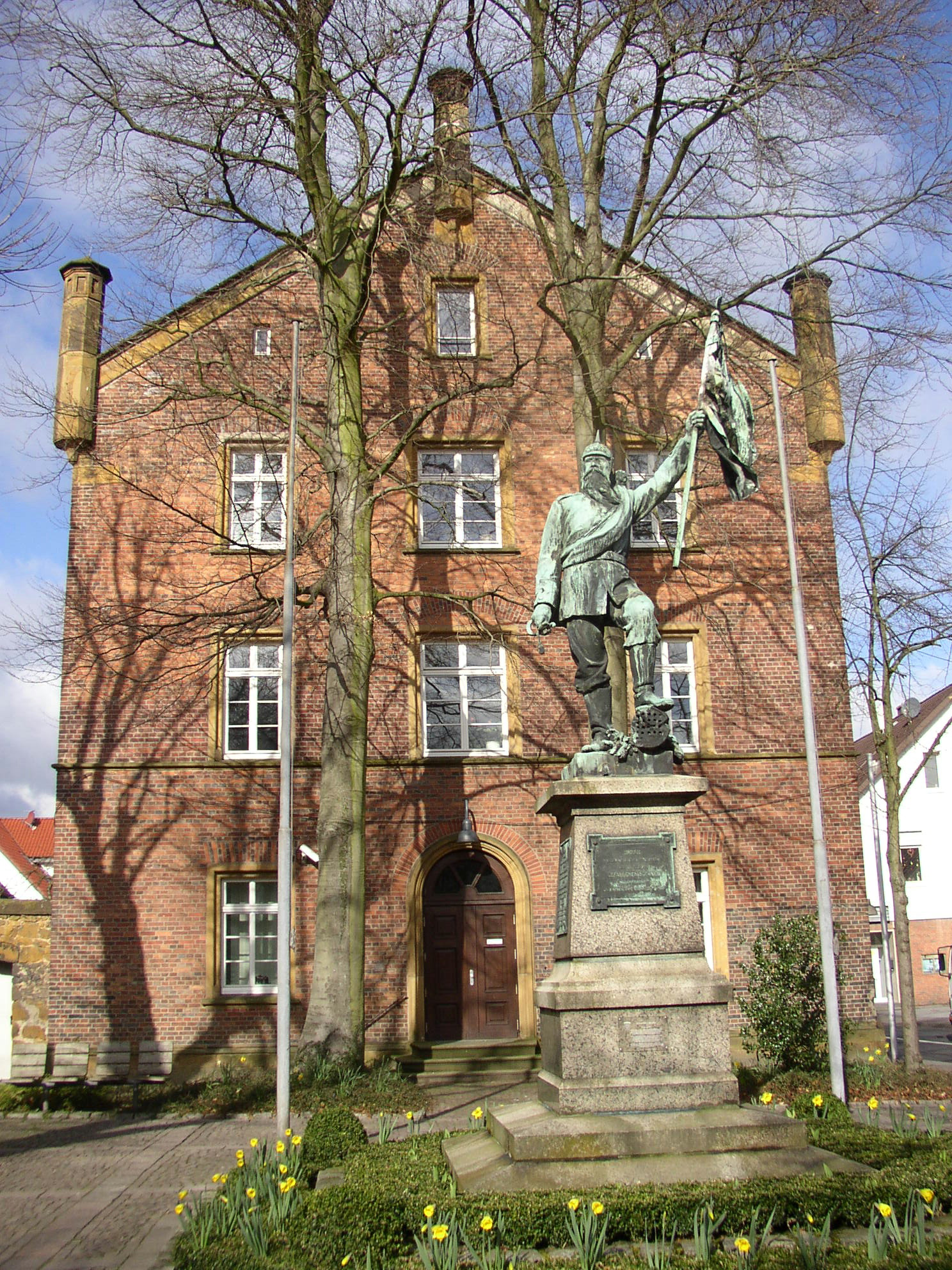
Amtsgericht mit Kriegerdenkmal

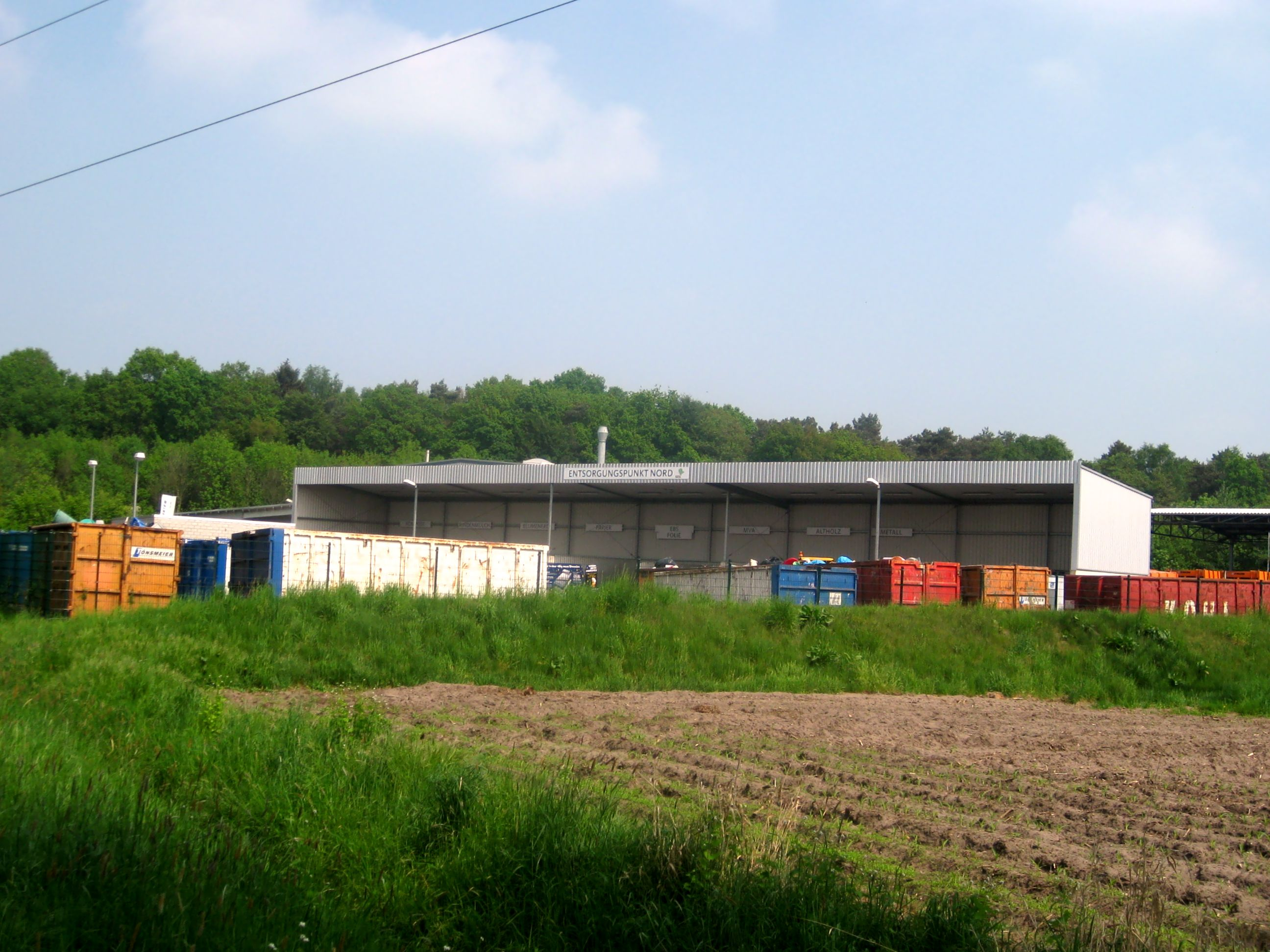
Entsorgungspunkt Nord

Die Stadtbücherei hält etwa 30.000 Titel vor. Sie ist im denkmalgeschützten Brennereigebäude untergebracht, das ehemals von den Brennereien Kisker genutzt wurde. In dieses Gebäude ist auch das Stadtarchiv integriert.
Das Lindenbad ist ein Spaßbad, das Hallen- und Freibad kombiniert. Es wird betrieben von der Technische Werke Osning GmbH, den Stadtwerken in vollständigem Besitz der Stadt Halle, die auch der lokale Strom- und Gasversorger sind. Der Betrieb endet am 1. Juli 2012, anschließend wird das Bad abgerissen und durch einen Neubau an gleicher Stelle ersetzt. Es wird mit einer Bauzeit von zwei bis drei Jahren gerechnet.
Das örtliche Krankenhaus wurde bis Ende 2009 von der Klinikum Ravensberg gGmbH betrieben. Zum 1. Januar 2010 wurde durch eine Fusion mit dem Klinikum Bielefeld die Selbständigkeit aufgegeben. Das Haus in Halle hat 163 Betten.
Das Amtsgericht Halle (Westf.) ist für den gesamten Altkreis Halle zuständig, also neben Halle auch für die Städte Borgholzhausen, Versmold und Werther und die Gemeinde Steinhagen.
Die Freiwillige Feuerwehr Halle (Westf.) ist für den Brandschutz und allgemeine Hilfe im Stadtgebiet zuständig. Einsätze werden mit insgesamt 160 Aktiven von den Löschzugstandorten in Halle (59 Aktive), Hörste (36 Aktive), Kölkebeck (36 Aktive) und Künsebeck (30 Aktive) aus gefahren. Die 1995 gegründete Jugendfeuerwehr hat 25 Mitglieder.
Eine Straßenmeisterei des Landesbetriebs Straßenbau NRW befindet sich in der Stadt. Weiterhin befindet sich in Halle der Entsorgungspunkt Nord, eine von zwei Abfall- und Recyclingsammelstellen im Kreis Gütersloh.
Die 1985 erbaute und 2005 renovierte Kläranlage in Künsebeck hat eine Reinigungsleistung von jährlich 1,6 Millionen m³ Abwasser.

### Bildung

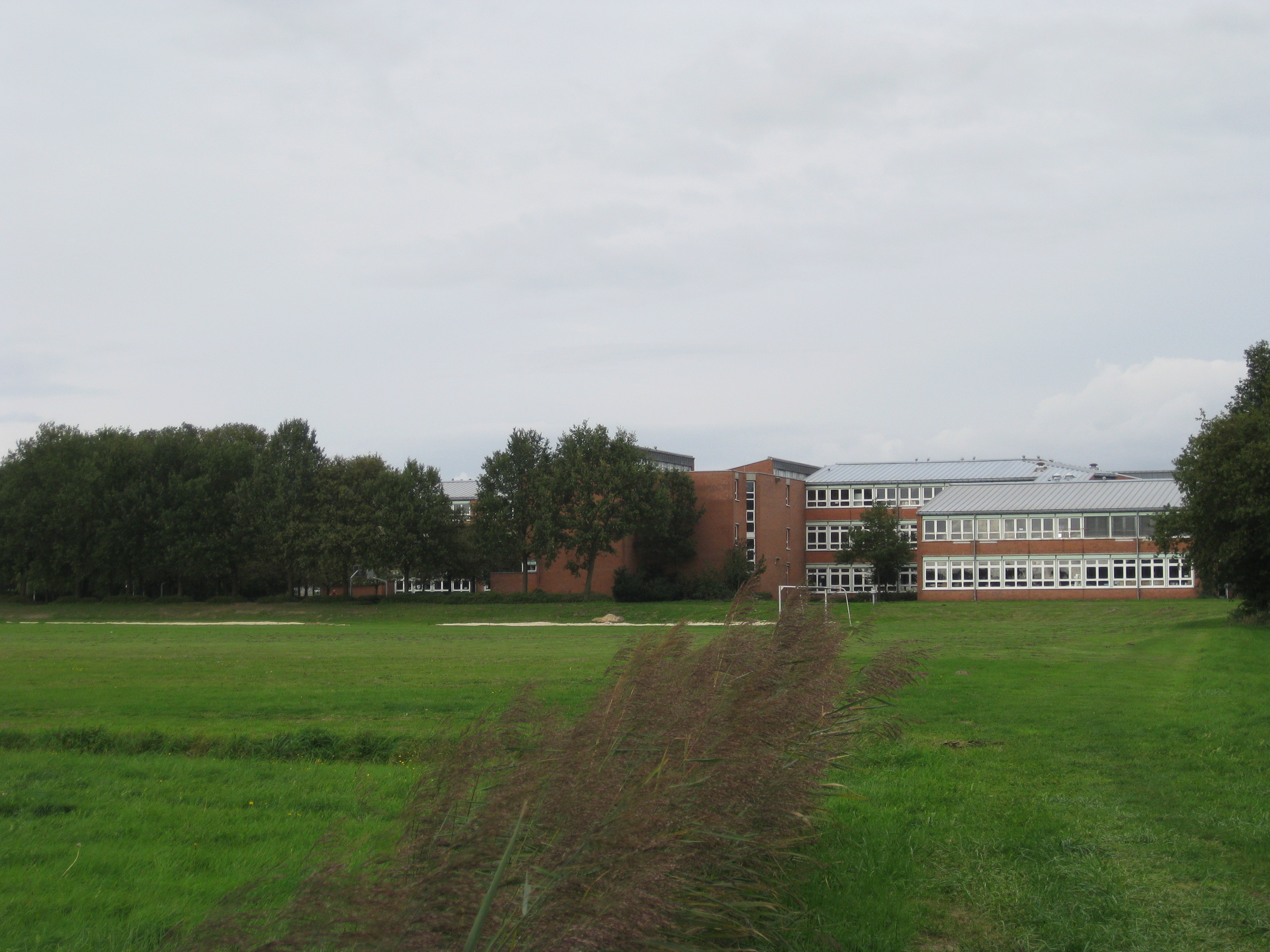
Südansicht des Schulzentrums Masch

Es gibt im Stadtgebiet vier Grundschulen, die Grundschule Gartnisch, die Lindenschule, die Grundschule Hörste und die Grundschule Künsebeck. Die weiterführenden Schulen in der Sekundarstufe I, die Peter-Korschak-Schule (Hauptschule) und die Realschule Halle, wurden sukzessive bis zum Jahr 2019 durch die 2014 neu gegründete Gesamtschule ersetzt. Diese ist im Gebäudekomplex Schulzentrum Masch untergebracht. Darüber hinaus gibt es das Kreisgymnasium Halle und das Berufskolleg Halle.
Darüber hinaus gibt es als Förderschule die Bernstein-Schule (ehemals Gerhart-Hauptmann-Schule) und für die Erwachsenenbildung die Volkshochschule Ravensberg.
Einige Haller Schulen, insbesondere das Berufskolleg und das Kreisgymnasium haben über das Stadtgebiet hinaus Bedeutung, weil diese Schulformen in den Nachbargemeinden zum Teil nicht angeboten werden.
Im Jahr 2007 wurden an Haller Schulen (ohne Berufskolleg und Volkshochschule) mit 192 Lehrkräften insgesamt 2898 Schüler unterrichtet, davon 32,7 % an den Grundschulen, 7,4 % an der Haupt- und 24,8 % an der Realschule, 30,9 % am Gymnasium, sowie 4,1 % an der Förderschule.

### Ansässige Unternehmen
Die namhaftesten Arbeitgeber in Halle sind die Gerry Weber International AG und die August Storck KG.
Die Gerry Weber International AG ist ein börsennotiertes Mode- und Lifestyleunternehmen, die August Storck KG ist ein Süßwarenhersteller, dessen Hauptsitz sich zwar seit 1998 in Berlin befindet, der seinen Ursprung jedoch in Halle hat und hier auch sein Hauptwerk unterhält.
Weiterhin ist der Spirituosenhersteller Kisker-Brennereien hier ansässig. Die Pharma- und Medizintechnikfirma Baxter International unterhält hier eine Zweigniederlassung, die Baxter Oncology AG.
Die Japanische Firma JTEKT, ein weltweit führender Wälzlagerhersteller, unterhält in Künsebeck ein Nadellagerwerk (Koyo Bearings Deutschland GmbH). Das Werk gehörte vormals zu Dürkopp, FAG, Torrington und Timken.
Die Kreissparkasse Halle (Westf.) und die Volksbank Halle/Westf. eG haben ihren Hauptsitz in Halle (Westf.).

### Medien

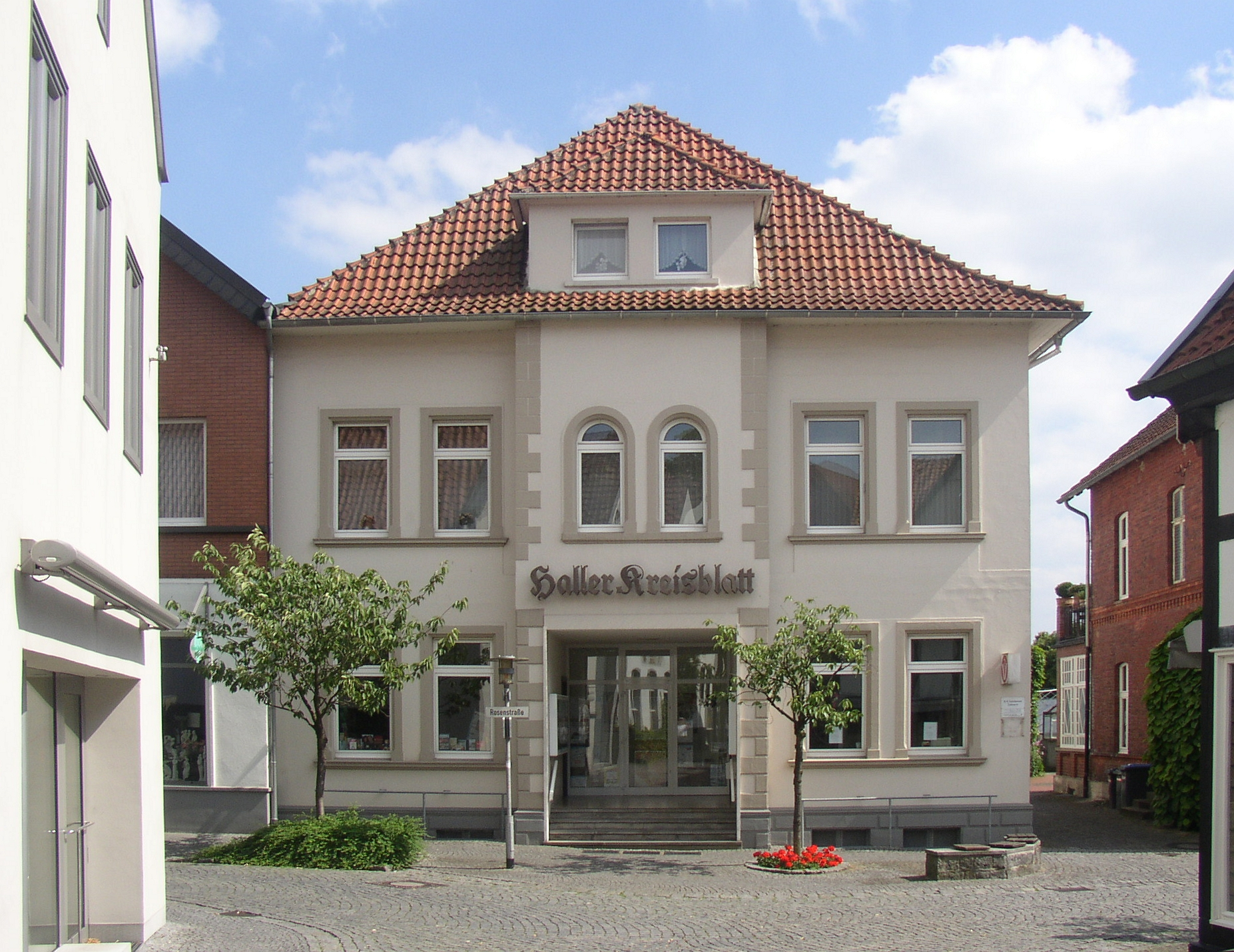
Hauptgeschäftsstelle des Haller Kreisblatts

Als Tageszeitungen erscheinen von Montag bis Samstag das Haller Kreisblatt, ein Kooperationspartner der Neuen Westfälischen, sowie eine Lokalausgabe des Westfalen-Blatts. Beide Zeitungen beziehen ihren Mantel von ihren jeweiligen Mantelredaktionen aus Bielefeld. Beide Zeitungen berichten im Lokalteil aus allen Gemeinden des Altkreises Halle. Darüber hinaus erscheint sonntäglich und kostenfrei die Zeitung OWL am Sonntag, sowie mittwochs der Altkreis-Kurier, beides Ableger des Westfalen-Blatts. Monatlich erscheint ebenfalls kostenfrei das Stadtmagazin Haller Willem (Auflage 10.500), sowie das Stadtmagazin Halle erleben von der Panorama Verlags- und Werbegesellschaft mbH, ebenfalls ein Ableger des Westfalen-Blatts.
Halle gehört zum Berichtsgebiet des Regionalstudios Bielefeld des WDR. Das Lokalradio für den Kreis Gütersloh ist Radio Gütersloh.

## Persönlichkeiten

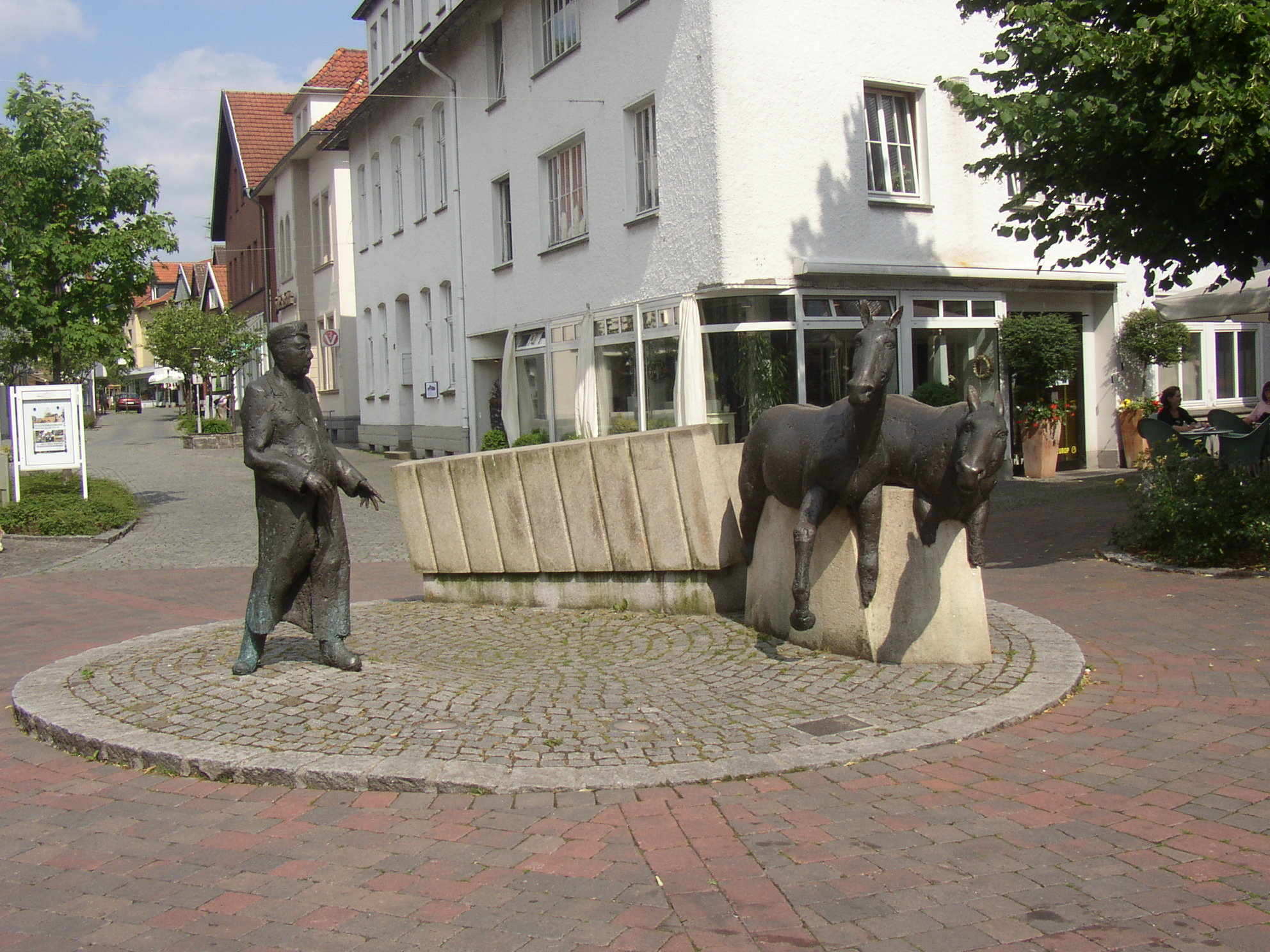
Denkmal Haller Willem auf dem Ronchin-Platz

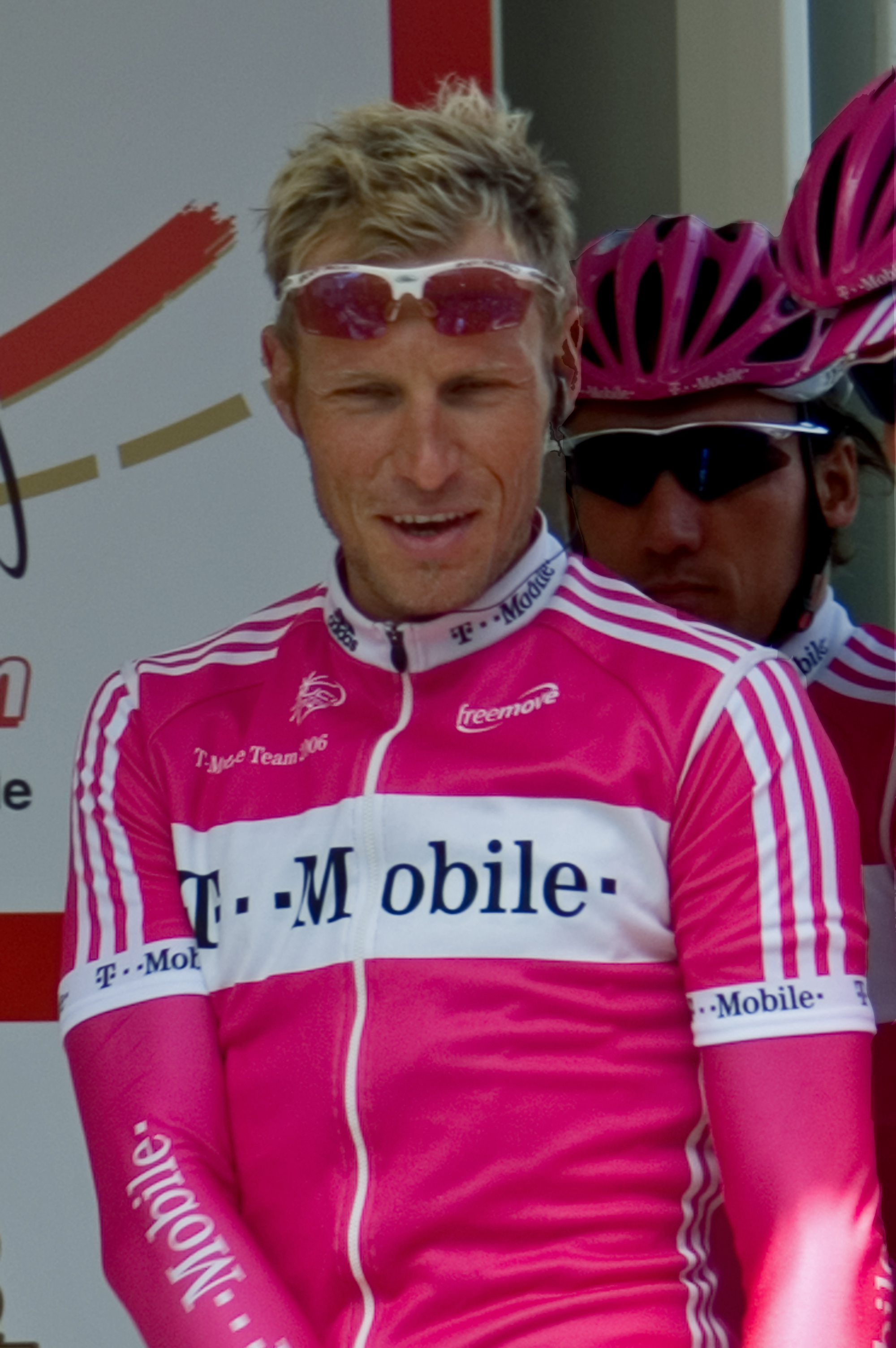
Jörg Ludewig (2006)

### Ehrenbürger
Halle hat bisher keine Ehrenbürgerwürden verliehen. Nach seinem Ausscheiden aus dem Amt des Bürgermeisters wurde Wilhelm Bentlage zum Ehrenbürgermeister ernannt.

### Söhne und Töchter der Stadt
1571 wurde Severin Schlüter in Halle geboren, ein Lehrer und einer der bedeutendsten evangelischen Theologen seiner Zeit. Nach dem Besuch der Gymnasien in Herford und Osnabrück besuchte er die Universitäten in Köln und Erfurt, bevor er sich in Helmstedt den akademischen Grad eines Magisters der Philosophi erwarb. Anschließend bekleidete er verschiedene Hauslehrer- und Hofmeisterstellen, bevor er 1603 als Konrektor am Gymnasium Athenaeum Stade tätig war und im Folgejahr das Rektorat übernahm. Schlüter wurde 1613 als Prediger nach Bucca in der Grafschaft Hoya berufen, 1615 als Pastor nach Winsen (Aller) und 1617 zum Hauptpastor der St.-Jakobi-Kirche in Hamburg. 1646 wurde er der Sprecher der lutherischen Pfarrerschaft von Hamburg. Schlüter war Enkel eines Bürgermeisters und sein einziger das Erwachsenenalter erreichende Sohn Johann war zwischen 1685 und 1686 Bürgermeister von Hamburg.
1665 wurde Hermann Adolph Meinders geboren, Richter am Gogericht zu Halle und Historiker. Er ist unter anderem Autor einer zwölfbändigen Chronik der Grafschaft Ravensberg. Im Jahr 1803 wurde Ferdinand Wilhelm Brune geboren, ein Architekt des Klassizismus und Landbaumeister im Fürstentum Lippe. Zahlreiche seiner Bauten sind noch heute zu besichtigen. Gustav Wilhelm Kisker wurde ebenfalls 1803 in Halle geboren. Nach dem Schulbesuch studierte er Rechtswissenschaften und arbeitete anschließend 1831 als Assessor in Breslau. Später war er als Direktor des Stadtgerichts in Bochum und in Iserlohn tätig. Er arbeitete von 1835 bis 1847 im preußischen Justizministerium. Gegen Ende des Jahres 1848 bekleidete er für etwa sieben Wochen das Amt des preußischen Justizministers. Im März 1848 wurde Kisker zum Präsidenten des Appellationsgerichts in Naumburg ernannt und war später Mitglied der ersten Kammer des preußischen Landtages und im Abgeordnetenhaus. Der 1819 geborene Friedrich Wilhelm Dankberg war Bildhauer und Stuckateur. Der Kaufmann, Unternehmer, Braunschweiger Handelsrichter und Handelskammerpräsident August Haake wurde 1829 in Halle geboren.1834 kam in Halle Friedrich Anton Harbort zur Welt. Er war katholischer Theologe und Pfarrer und engagierte sich besonders in der Missionsarbeit und Krankenpflege. Hermann Julius Kolbe, im Jahr 1855 geboren, war ein Entomologe mit dem Spezialgebiet Käfer. Die 1884 geborene Margarete Windthorst hat sich einen Namen als Schriftstellerin gemacht. Sie schrieb vorwiegend westfälische Heimatromane, außerdem Naturdichtungen und Märchen. Heinrich Wolf, geboren 1890, war Kommunalpolitiker und Landrat (SPD). Er war Mitglied der Landschaftsversammlung des Landschaftsverbandes Westfalen-Lippe und gehörte dem Provinziallandtag von 1921 bis 1929 an. Nach dem Zweiten Weltkrieg war er bis 1964 drei Mal Landrat des Kreises Halle.
Paul Kirchhoff kam im Jahr 1900 zur Welt. Er war Philosoph und Anthropologe. 1943 führte er den Begriff Mesoamerika für die Klassifizierung ethnographischer Phänomene im mexikanisch-mittelamerikanischen Raum ein und vereinheitlichte damit einen vielfältigen und dynamischen Kulturraum. Der 1930 geborene Peter Calmeyer war Archäologe mit dem Spezialgebiet Vorderasien. Er wurde 1972 zweiter Direktor der Abteilung Teheran des Deutschen Archäologischen Instituts. 1937 wurde Hartwig Höcker geboren. Er ist emeritierter Professor für Textilchemie und Makromolekulare Chemie an der RWTH Aachen. Unter seiner Mitwirkung und Gestaltung wurden mehr als 50 Patente und mehr als 400 Publikationen erarbeitet. Als Mitglied der nordrhein-westfälischen Akademie der Wissenschaften initiierte er viele Kooperationen mit den Ingenieurwissenschaften und der Medizin. Aus einer dieser Kooperationen ging das Interdisziplinäre Zentrum für klinische Forschung (IZKF) am Universitätsklinikum Aachen hervor. Heiner Erke, geboren im Jahr 1939, machte sich als Verkehrspsychologe einen Namen. Er entwickelte Verkehrsleit- und -lenksysteme und gehörte der Deutschen Gesellschaft für Psychologie als Mitglied an.
Uwe Pallaks spielte sieben Jahre Fußball in der 2. Bundesliga. Er wurde 1952 in Halle geboren. Die österreichische Unternehmerin, Fernsehköchin und Autorin Sarah Wiener kam 1962 in Halle zur Welt. Die Dressurreiterin Monica Theodorescu, im Jahr 1963 geboren, ist mehrfache Gewinnerin olympischem Goldes und Europameisterin. Ebenfalls 1963 wurde hier die in Namibia lebende Dichterin und Autorin Iris Grädler geboren. Viola von Cramon-Taubadel, geboren 1970, ist MdB für die Fraktion Bündnis 90/Die Grünen. Der Satiriker, Kabarettist und Verleger Volker Surmann wurde 1972 in Halle geboren. Der ehemalige Radrennfahrer Jörg Ludewig wurde 1975 in Halle geboren. Unter anderem nahm er drei Mal an der Tour de France teil. Der ARD-Journalist Oliver Köhr wurde Mitte der Siebziger Jahre geboren. David Kramer wurde 1978 geboren. Er ist Schauspieler und war unter anderem in der ZDF-Telenovela Wege zum Glück zu sehen. 1979 kam der Kirchenmusiker Georg Hage in Halle zur Welt. 1981 wurde der Journalist und Schriftsteller Cemil Şahinöz, 1994 die Fußballspielerin Franziska Bröckl hier geboren. Markus Diekhoff, 1978 in Halle geboren, ist seit 2017 Abgeordneter der FDP im Landtag Nordrhein-Westfalen. Ilia Topuria wurde 1997 in Halle geboren. Er ist MMA-Sportler und wurde am 17. Februar 2024 Weltmeister im Federgewicht in der UFC.

### Weitere Persönlichkeiten
Nicht in Halle geboren, aber hier gelebt und/oder gewirkt haben:
- Heinrich Anz (1797–1865), Beamter und Politiker, zwischen 1828 und 1831 Bürgermeister der Stadt
- Hermann Haedenkamp (* 6. März 1809 in Halle; † 24. Oktober 1860 in Hamm), Mathematiker[62]
- Julius Kisker (1818–1882), Kaufmann, Politiker und Reichstagsabgeordneter
- Arnold Güldenpfennig (1830–1908), Architekt, entwarf die Herz-Jesu-Kirche in Halle
- Wilhelm Wallbaum (1876–1933), Gewerkschaftsfunktionär und Politiker der CSP und der DNVP
- Rudolf Schetter (1880–1967), Politiker
- Wilhelm Lindner (1884–1956), Redakteur, Geschäftsführer und Politiker (CDU), ehemaliger Abgeordneter des Landtages von Nordrhein-Westfalen für die Wahlkreise Halle – Bielefeld-Land II bzw. Gütersloh III
- Sigmund Strecker (1914–1969), deutscher Kunstmaler des Expressionismus
- Inge Meidinger-Geise (1923–2007), Schriftstellerin, lebte 19 Jahre in der Stadt
- Hans Schwier (1926–1996), Politiker und Kultusminister (SPD), von 1970 bis 1996 Abgeordneter des Landtages von Nordrhein-Westfalen für den Wahlkreis Gütersloh III (Altkreis Halle)
- Burghard Schloemann (1935–2025), KMD und Begründer der „Haller Bach-Tage“
- Gerhard Weber (1941–2020), Unternehmer sowie Gründer und Vorstandsvorsitzender der Gerry Weber AG
- Jürgen Hunke (* 1943), Unternehmer, Verleger, Fußballfunktionär[63]
- Heribert Bruchhagen (* 1948), Fußballfunktionär, unterrichtete am Kreisgymnasium Halle
- Gabriele Behler (* 1951), ehemalige Kultusministerin des Landes Nordrhein-Westfalen, unterrichtete am Kreisgymnasium Halle
- Birgit Winterhoff (* 1953), ehemalige Pfarrerin in Halle und Autorin
- Lutz von Rosenberg Lipinsky (* 1965), Kabarettist, aufgewachsen in Halle
- Martin Baumann (* 1960), Religionswissenschaftler, aufgewachsen in Halle
- Ingo Börchers (* 1973), Kabarettist, aufgewachsen in Halle
- Daniel Richter (* 2008), deutscher Fußballspieler